# Hessischer Rundfunk

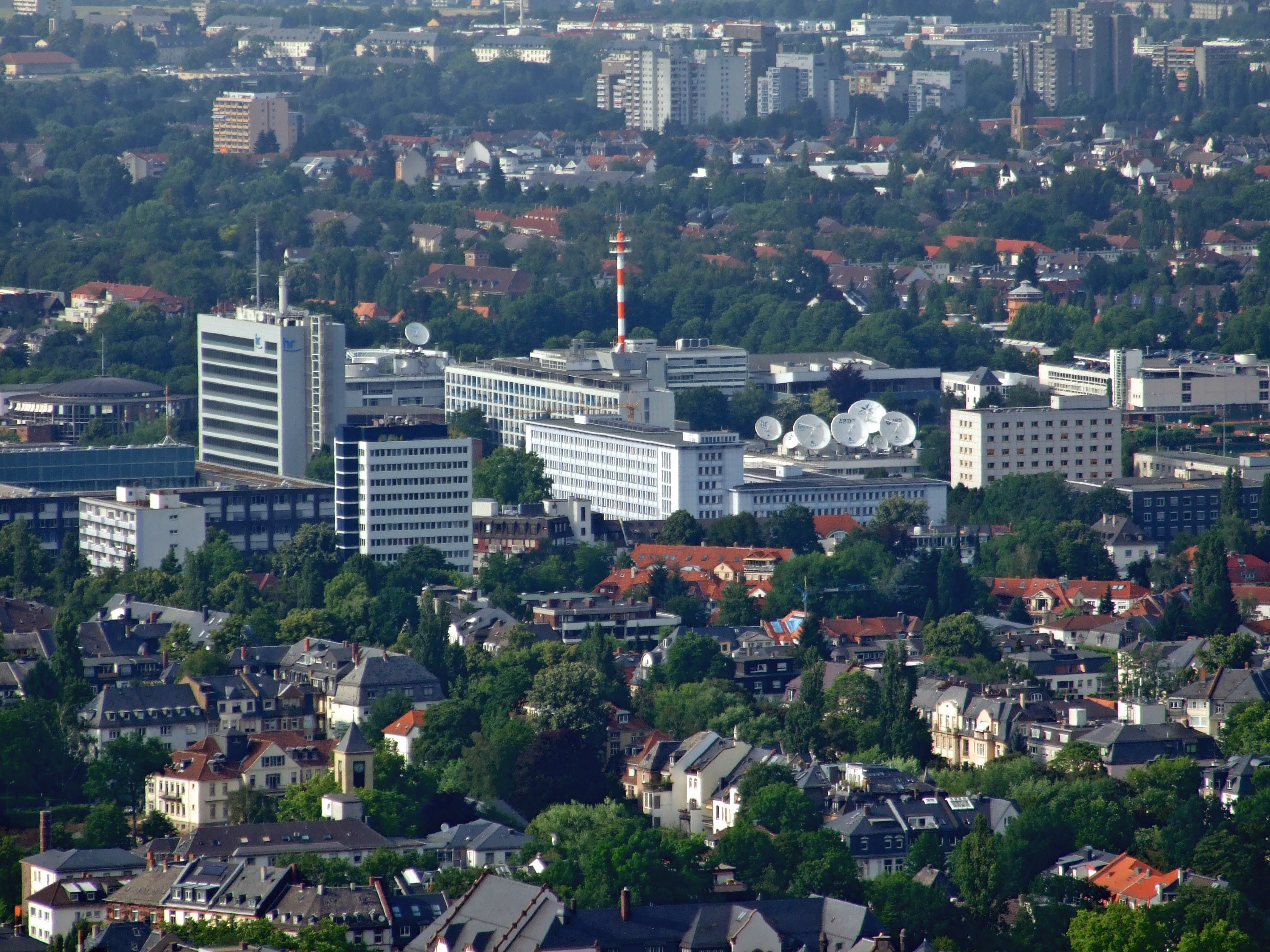
Hessischer Rundfunk mit ARD-Stern in Frankfurt

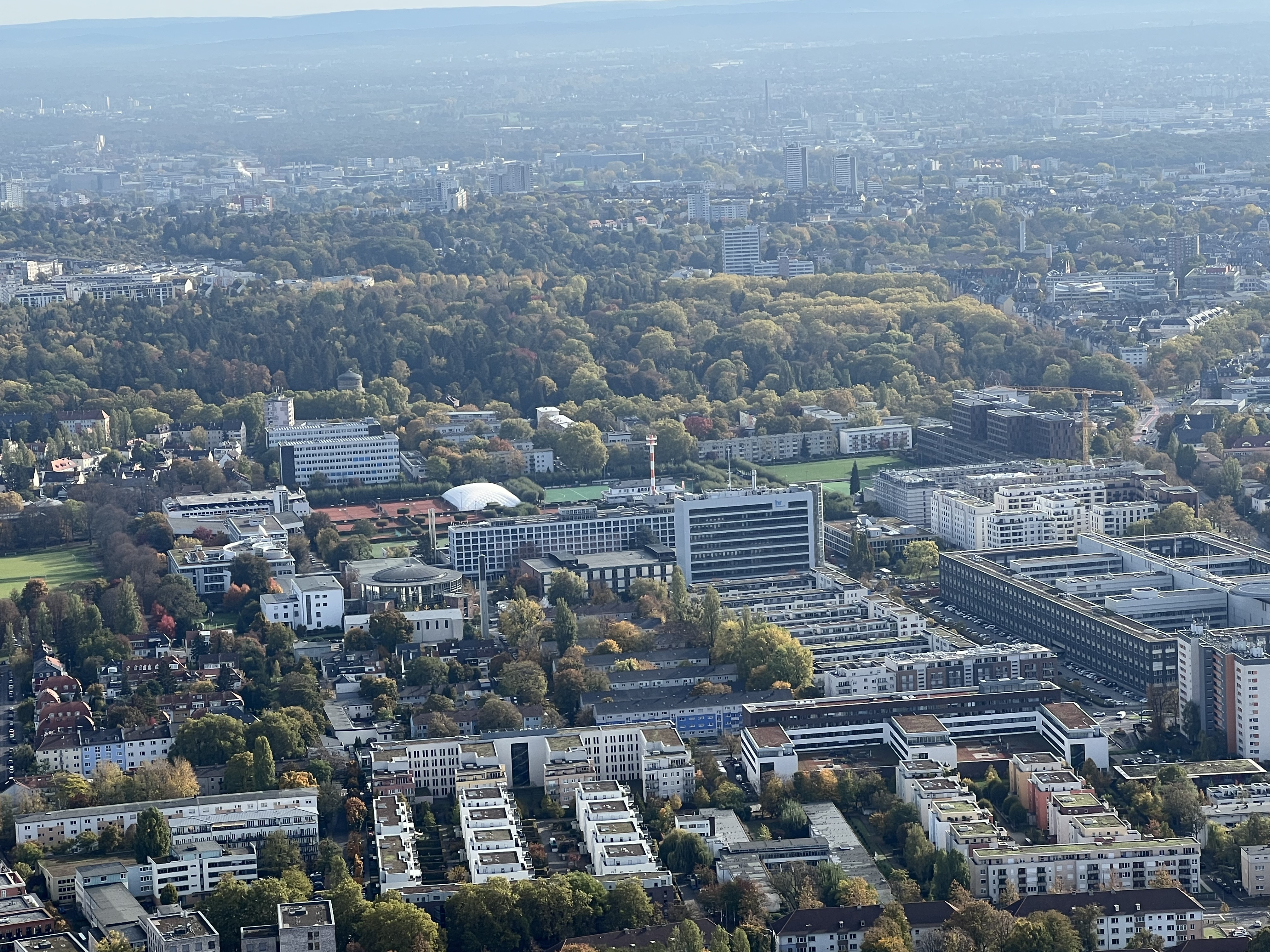
Hessischer Rundfunk am Dornbusch (2022)

Der Hessische Rundfunk (hr, ursprünglich HR) ist eine Anstalt des öffentlichen Rechts (Landesrundfunkanstalt) für das Land Hessen mit Sitz in Frankfurt am Main. Er betreibt das hr-fernsehen sowie die Hörfunkprogramme hr1, hr2-kultur, hr3, hr4, hr-info und You FM. Der hr ist Mitglied der Arbeitsgemeinschaft der öffentlich-rechtlichen Rundfunkanstalten der Bundesrepublik Deutschland (ARD) und seit 2020 Sitz des ARD-Wetterkompetenzzentrums.

## Geschichte

### Anfänge als Südwestdeutsche Rundfunkdienst AG

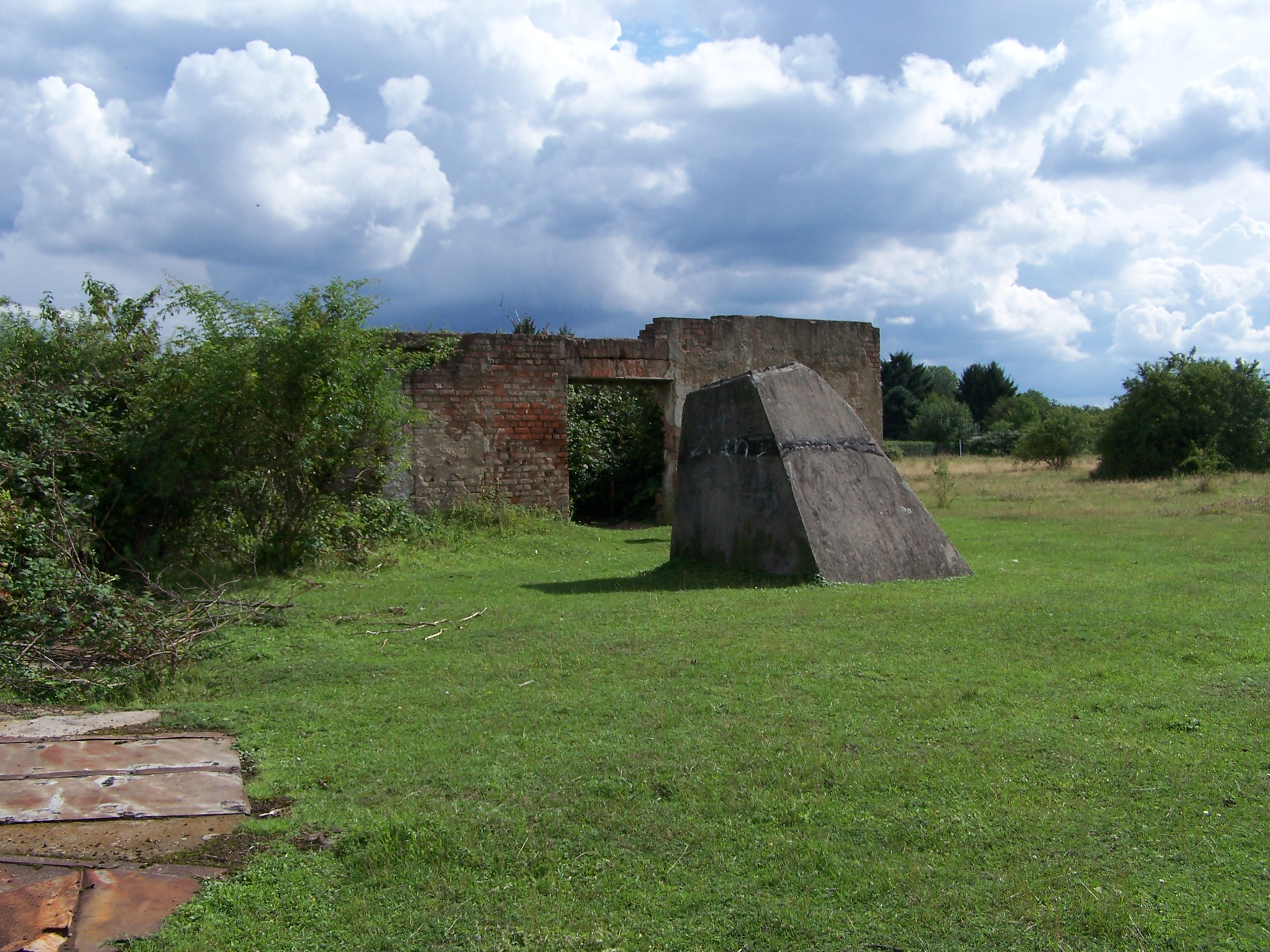
Reste der Großsendeanlage am Heiligenstock

Im Herbst 1922 hatte das Reichspostministerium anfängliche Pläne für einen zentral ausgestrahlten deutschen Rundfunk aufgegeben. Zu diesem Zeitpunkt wurde Frankfurt am Main als Standort für einen Sender festgelegt, der die Region zwischen Trier, Köln, Kassel, Würzburg und Stuttgart abdecken sollte. Im Spätsommer 1923 setzte sich im Ministerium auch das Prinzip einer regionalen Programmgestaltung durch. Treiber der Entwicklung war die staatlich kontrollierte Gesellschaft Deutsche Stunde. Allerdings durften für Aufbau und Betrieb des Rundfunks keine staatlichen Finanzmittel in Anspruch genommen werden.
Mehrere Interessenten bemühten sich beim Reichspostministerium um die Sendelizenz für Frankfurt. Im Oktober 1923 setzte sich der Chemie-Unternehmer Carl Adolf Schleussner durch und erreichte auf Initiative des Wirtschaftsdezernenten Ludwig Landmann zudem die Zusage einer finanziellen Unterstützung durch den Magistrat der Stadt. Schleussner hatte einen Unterstützerkreis aus Privatleuten aufgebaut, die an der Funktechnik sowohl ideell als auch finanziell interessiert waren, darunter der Industrielle Fritz von Opel. Im November und Dezember folgten Verhandlungen von Schleussner und seine Mitstreitern mit Post- und Innenministerium in Berlin, der Deutschen Stunde sowie mit der Stadtverwaltung Frankfurt am Main über finanzielle und vertragliche Details. Parallel beauftragte das Postministerium das Telegraphentechnische Reichsamt mit Messungen zum Aufbau eines Rundfunksenders in Frankfurt. Am 7. Dezember 1923 erfolgte die notarielle Gründung der „Südwestdeutschen Rundfunkdienst Aktiengesellschaft“ (SÜWRAG), gegen den Willen des damaligen Kasseler Oberbürgermeisters und früheren Reichskanzlers Philipp Scheidemann, der die Sendeanstalt nach Kassel holen wollte. Das Gründungskapital betrug 100 Billionen Papiermark, später umgestellt auf 60.000 Goldmark. Die gleichen Personen gründeten eine Woche später auch die Aerophon AG zum Vertrieb von Rundfunkempfängern, die allerdings zwei Jahre später wieder liquidiert wurde. Es folgten weitere Verhandlungen über den Lizenzvertrag sowie Werbung für den bevorstehenden Rundfunkbetrieb auf verschiedenen Kanälen. Am 2. Februar 1924 wurde die SÜWRAG in das Frankfurter Handelsregister eingetragen. Am 4. Februar begannen die Bauarbeiten für die Sendeantenne auf dem Frankfurter Postscheckamt in der Senckenberg-(heute Stephan-)/Ecke Stiftstraße.
Eine Versuchsphase folgte im März 1924. Am 17. März erhielt die SÜWRAG eine vorläufige Sendegenehmigung des Reichspostministeriums, weil es weiterhin und auch in den folgenden zwei Jahren Auseinandersetzungen mit dem Reichsinnenministerium und später auch mit den Reichsländern über den endgültigen Konzessionsvertrag gab. Zum 1. April 1924 nahm der Sender Frankfurt I mit einer Sendeleistung von 700 Watt auf 460 m Wellenlänge den Sendebetrieb auf. Nach der Stationsansage von Hans Flesch wurde die Egmont-Ouvertüre von Beethoven gesendet. Es folgten Werke von Weber, Mozart, Schubert und Mendelssohn. Sender und Aufnahmeraum sowie ein „Künstlerzimmer“ befanden sich im fünften Stock des Postscheckamtes, die Verwaltungsräume lagen im Schleussnerschen Firmenhaus in der Elbestraße 50. 546 Hörer hatten sich zu diesem Zeitpunkt für eine Monatsgebühr von zwei Reichsmark in den Postämtern registriert. 1925 wurde das Unternehmen Mitglied der Reichs-Rundfunk-Gesellschaft (RRG). 1926 nahm Radio Frankfurt den 1,5 kW starken Sender Heiligenstock in Betrieb. 1930 zog Radio Frankfurt in ein eigenes Funkhaus an der Eschersheimer Landstraße. Am 1. März 1926 wurde nach Beilegung der politischen Auseinandersetzungen auf Reichsebene der SÜWRAG und den übrigen Sendergesellschaften die endgültige Genehmigung für den Radiobetrieb erteilt. Im gleichen Zug wurden für die Sender Kulturbeiräte und Politische Überwachungsausschüsse gebildet. Dieser Prozess war teilweise von politischen Auseinandersetzungen begleitet und zog sich für die SÜWRAG bis Anfang 1927 hin.
Der erste künstlerische Leiter war der wegen seiner Experimentierfreude bekannte Arzt Hans Flesch. Er kam 1924 zum Sender, gewann Schriftsteller und Philosophen wie Bertolt Brecht, Walter Benjamin, Theodor W. Adorno und junge Komponisten wie den mit ihm verschwägerten Paul Hindemith für das Programm. Im Sommer 1924 erhielt Flesch den ähnlich innovativen Ernst Schoen in der Funktion des künstlerischen Assistenten zur Seite gestellt. 1929 wechselte Flesch als Intendant zur Berliner Funkstunde. Von Herbst 1924 an verstärkte Carl Stueber das Profil des Senders mit Blick auf klassische Musik. Von Mitte 1925 an produzierte Paul Laven Reportagen von Sportereignissen und aus dem Frankfurter Alltag.
Im ersten Jahr wurde täglich zwischen drei und fünf Stunden lang gesendet, von März 1925 an durchgängig rund sieben Stunden am Tag. Gesetzt war jeweils von 11:55 bis 12:10 Uhr ein Nachrichtenblock, von 16:30 bis 18 Uhr Unterhaltungsmusik. Von 20:30 Uhr an folgte ein Konzert, an das sich Spätnachrichten anschlossen. Gelegentlich wurde um 19:30 Uhr ein Vortrag und von 21:50 Uhr an Tanzmusik eingefügt. Vorträge und Weiterbildungskurse wurden in Zusammenarbeit mit Frankfurter Volksbildungseinrichtungen, örtlichen Medien, der Industrie- und Handelskammer und dem städtischen Gesundheitsamt produziert. Die erste musikalische Uraufführung, die als erste im deutschen Rundfunk überhaupt über den Sender ging, war am 7. April 1924 Hindemiths Minimax für Streichorchester. Der Sender beauftragte den Komponisten Ernst Krenek mit einer ersten Auftragsproduktion unter dem Titel Radio Blues und Hans Flesch schrieb und produzierte unter dem Titel Zauberei auf dem Sender ein erstes Hörspiel. Ebenfalls im ersten Senderjahr etablierten sich Wettbewerbe für Sänger und Dichter, Wunschkonzerte und ein „Briefkasten“, in dem Hörereinsendungen verlesen wurden. Insbesondere das Engagement Fleschs verschaffte dem Frankfurter Sender den Ruf eines innovativen, liberalen Mediums, auch wenn politische Äußerungen im Programm untersagt waren.
Das Programm durfte zunächst in den alliiert besetzten Gebieten am Rhein nicht empfangen werden. Ende 1925 lockerte die alliierte Verwaltung dieses Verbot. Mit dem Ende der Besetzung 1930 wurde es ungültig.
Nach der gescheiterten Bewerbung Kassels um den Sitz des regionalen Senders blieben dortige Radiofreunde aktiv und gründeten im April die Casseler Interessengemeinschaft für den deutschen Rundfunk. In den folgenden Monaten erreichten sie beim Reichspostministerium die Bewilligung eines örtlichen Zwischensenders, um das nur schlecht empfangbare Radiosignal aus Frankfurt zu verstärken. Dieser wurde am 21. Dezember 1924 in der Kasseler Oberpostdirektion (damals Hohenzollernstraße 24, heute Friedrich-Ebert-Straße) in Betrieb genommen. Mit einer vom Frankfurter Sender abweichenden Wellenlänge von 288 m und Einrichtungen für das direkte Einsprechen von Sendungen wurden die Voraussetzungen für ein eigenständiges Programm geschaffen. Zwei Tage vor Sendungsbeginn wurde der Theaterregisseur Karl Block als Leiter der Kasseler SWR-Niederlassung eingestellt. Erst zur Jahreswende 1924/25 bestand eine Fernsprechverbindung, mit der das Programm aus Frankfurt an den Kasseler Sender übertragen werden konnte. Am 10. Januar 1925 strahlte erstmals umgekehrt der Sender Frankfurt ein in Kassel gespieltes Konzert aus.
Das Ende 1924 angestoßene Projekt eines Zwischensenders nach Kasseler Vorbild in Mannheim scheiterte nicht zuletzt am Widerstand der Rundfunkverantwortlichen in Stuttgart und in Bayern. Am 30. April 1926 ging schließlich eine Besprechungsstelle in Mannheim in Betrieb, die vom Frankfurter und Stuttgarter Sender gemeinsam betrieben wurde.
Bis Anfang 1927 weitete sich die Zahl der Rundfunkteilnehmer im Frankfurter Sendebereich auf knapp 103.000 aus.

### Im Nationalsozialismus: Reichssender Frankfurt
Nach der Machtübernahme der Nationalsozialisten 1933 wurde der Sender verstaatlicht. Im Jahre 1934 wurde die SÜWRAG in Reichssender Frankfurt umbenannt. Das Programm wurde ganz nach dem Willen der Nationalsozialisten umgestaltet und diente fortan unter dem Intendanten Hans-Otto Fricke der Verbreitung nationalsozialistischer Propaganda. Während der NS-Diktatur unterstand der Sender der Kontrolle der Reichs-Rundfunk-Gesellschaft, die 1939 in den neu gegründeten Großdeutschen Rundfunk überging.

### Nach dem Krieg: von Radio Frankfurt zum HR
1945 gründete die amerikanische Besatzungsmacht den Sender Radio Frankfurt. Nach der Zerstörung des alten Funkhauses und der Sendeanlage am Heiligenstock sendeten die Amerikaner aus provisorischen Studios im nahegelegenen Bad Nauheim (Radio Bad Nauheim). Im Frühjahr 1946 zog der Sender zurück in das notdürftig in Stand gesetzte alte Funkhaus in der Eschersheimer Landstraße in Frankfurt. Das Radio war in der Nachkriegszeit die wichtigste Informationsquelle der Deutschen.

### Die „Goldhalle“, das Foyer des Sendesaals

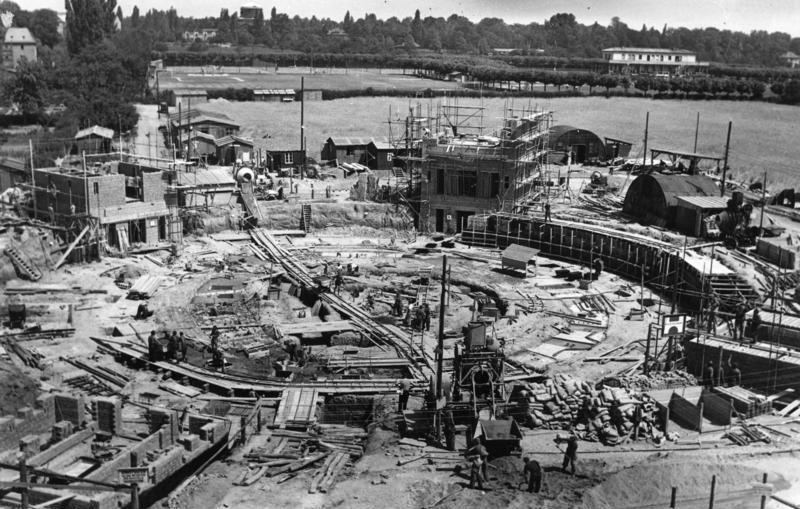
Fundament des „Rundbaus“, 1949

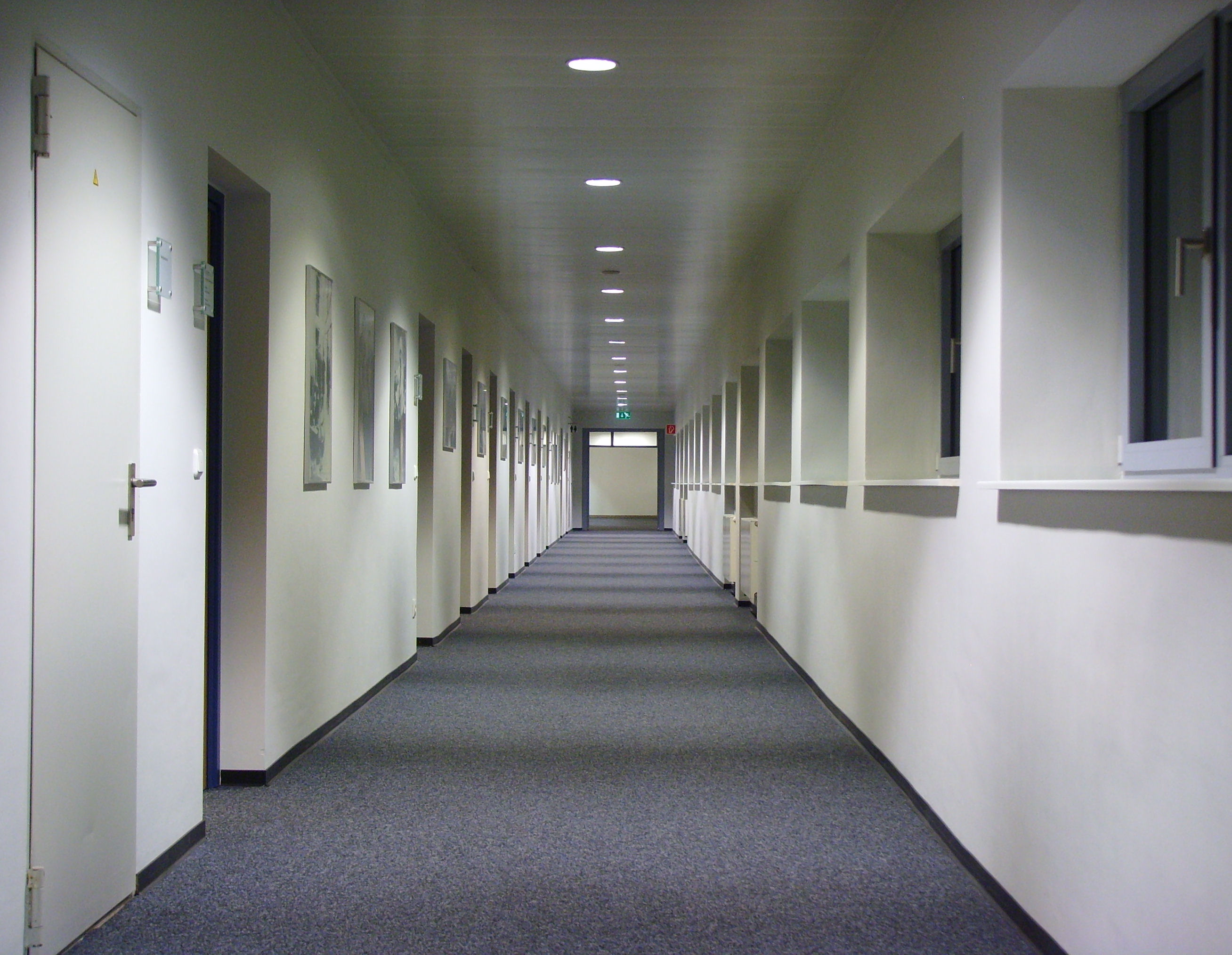
Im denkmalgeschützten „V-Bau“

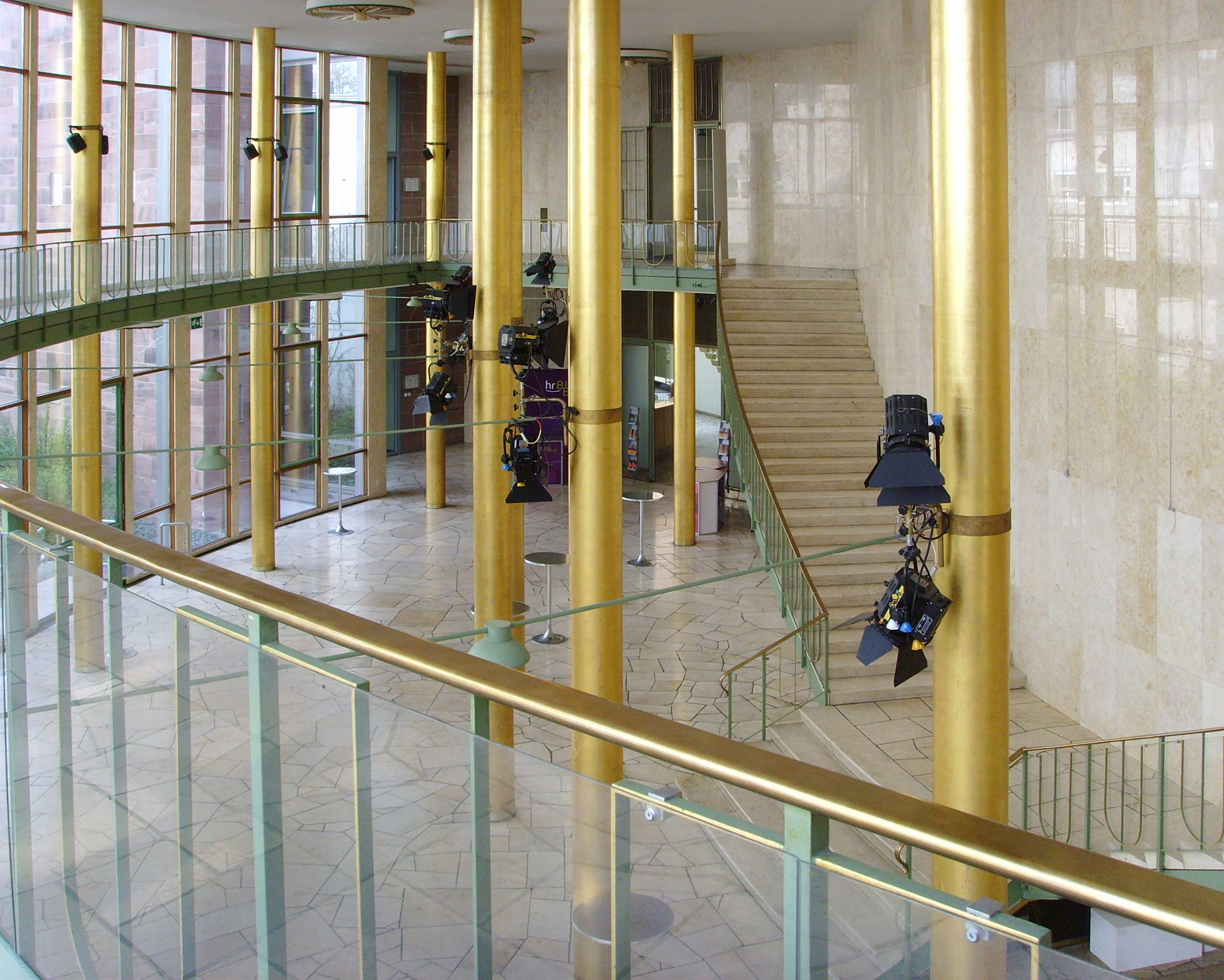
„Goldhalle“, das Foyer des Sendesaals

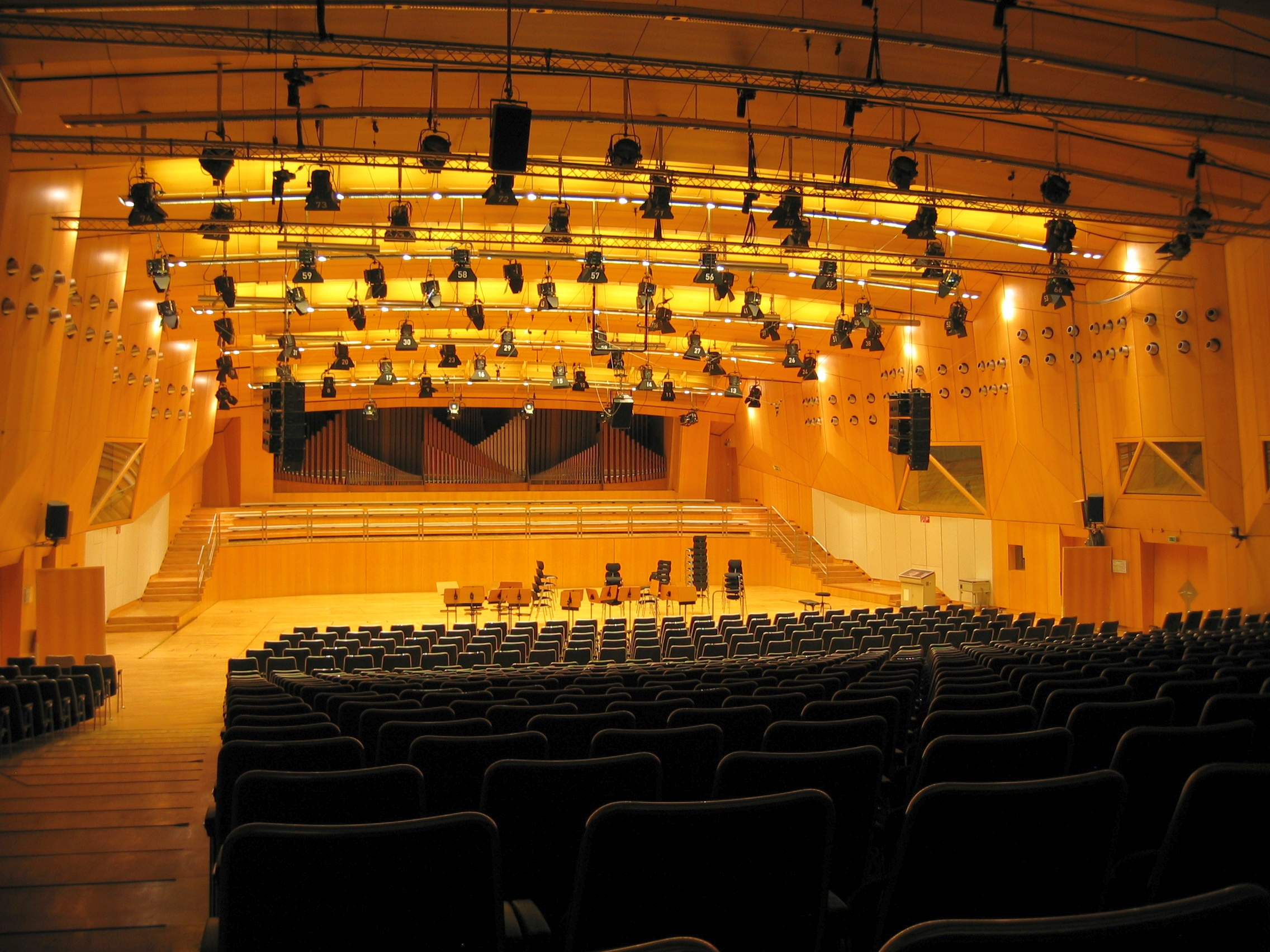
Sendesaal, Ort für Konzerte, Lesungen und für die Fernseh-Fastnacht

Der Hessische Landtag verabschiedete nach langen Debatten und unter dem Druck der Amerikaner am 2. Oktober 1948 das „Gesetz über den Hessischen Rundfunk“. Darin heißt es unter § 1: „Der Hessische Rundfunk wird hiermit als eine Anstalt des öffentlichen Rechts mit dem Sitz in Frankfurt a. M. errichtet. Er hat das Recht der Selbstverwaltung und unterliegt nicht der Staatsaufsicht.“ Am 28. Januar 1949 bekam Intendant Eberhard Beckmann im Beisein von US-General Lucius D. Clay die Sendelizenz ausgehändigt. Die Amerikaner übertrugen damit die Verantwortung den Deutschen.
Im Stadtteil Dornbusch bezog der junge Sender 1951 seine neuen Räumlichkeiten, die eigentlich als Sitz des Deutschen Bundestags geplant und zum Teil bereits im Rohbau fertiggestellt waren. Am 10. Mai 1949 entschied sich der Parlamentarische Rat gegen Frankfurt und bestimmte Bonn zur provisorischen Bundeshauptstadt. Der sogenannte „Rundbau“, in dem bis 1999 alle Hörfunkstudios untergebracht waren, sollte ursprünglich als Plenarsaal des Deutschen Bundestages genutzt werden. Der Rundbau wurde in Anlehnung an die gleichfalls runde Frankfurter Paulskirche errichtet, um an die Paulskirchenverfassung von 1848 zu erinnern. An diese dem Gebäude zugedachte Funktion erinnert heute noch die denkmalgeschützte „Goldhalle“, die der Vorraum zum Plenarsaal des Bundestages hätte werden sollen und heute als Ausstellungsraum und als Teil des Foyers vom später seitlich angebauten Sendesaal dient.

### Radioblüte in den 1950er Jahren

Ehemalige HR-Dachmarke (bis 2. Oktober 2004)

Ehemalige HR-Dachmarke (bis 3. Oktober 2023)

Zu den frühen populären Hörfunksendungen gehörten die „Bunten Abende“, Quizsendungen zwischen London und Frankfurt, die morgendliche Unterhaltungssendung Frankfurter Wecker und die zunächst als Hörspiel produzierten Hesselbachs. Der Hessische Rundfunk sendete Hörspiele von Heinrich Böll und Krimis von Francis Durbridge. Alfred Andersch begründete die Kultursendung „Abendstudio“, die bis 2003 einen festen Programmplatz hatte. Namen wie Hans-Joachim Kulenkampff, Peter Frankenfeld oder Heinz Schenk prägten in diesen Jahren das Hörfunkprogramm des HR. Mit der Einführung des UKW-Rundfunks erhielt der Hessische Rundfunk 1950 ein zweites Programm, das sich schnell zu einem Kulturprogramm entwickelte. Im selben Jahr wurde er auch Gründungsmitglied der ARD.

### Entstehung des Fernsehens

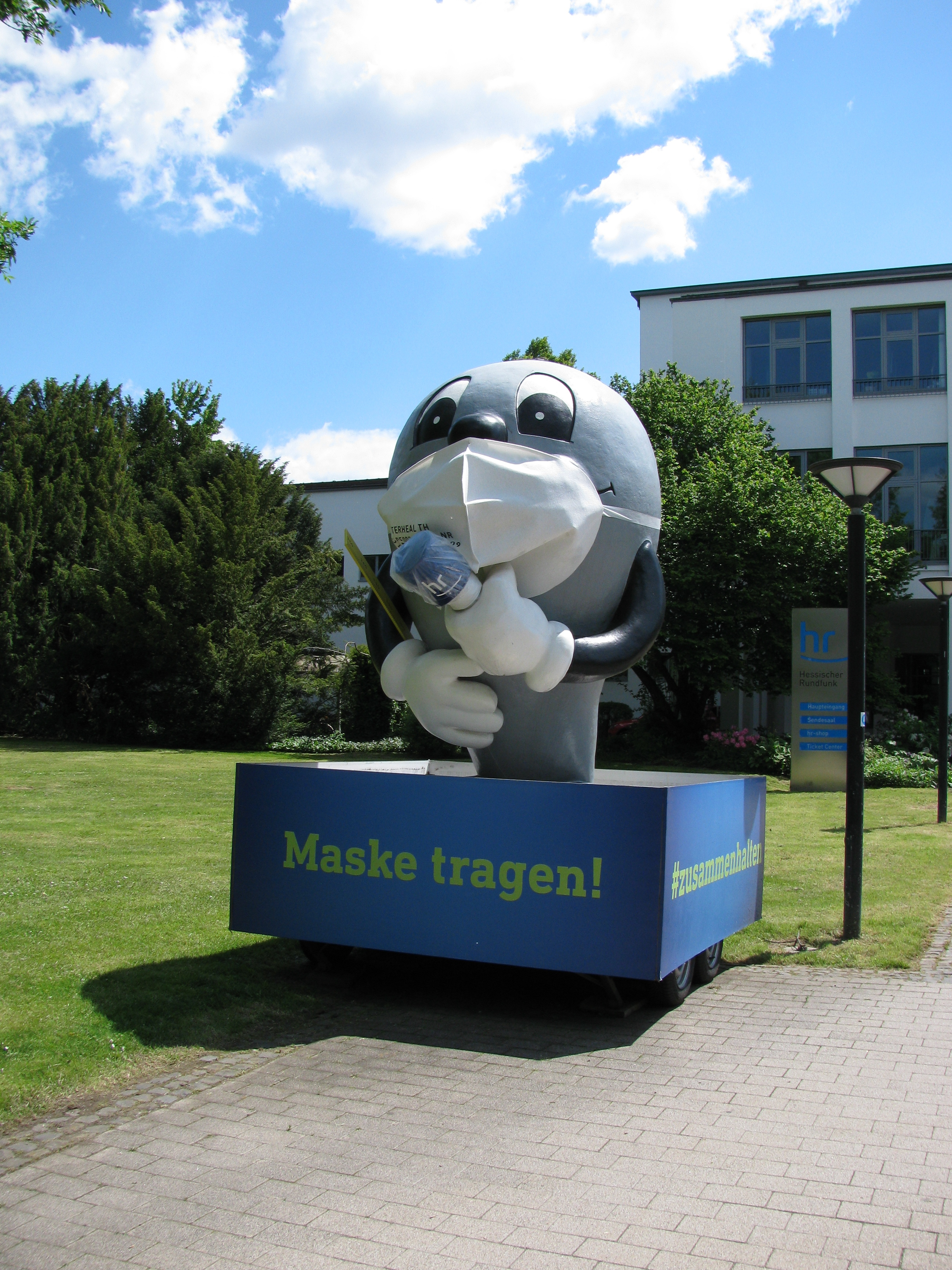
Onkel Otto mit Covid-19-Maske vor dem Haupteingang des hr

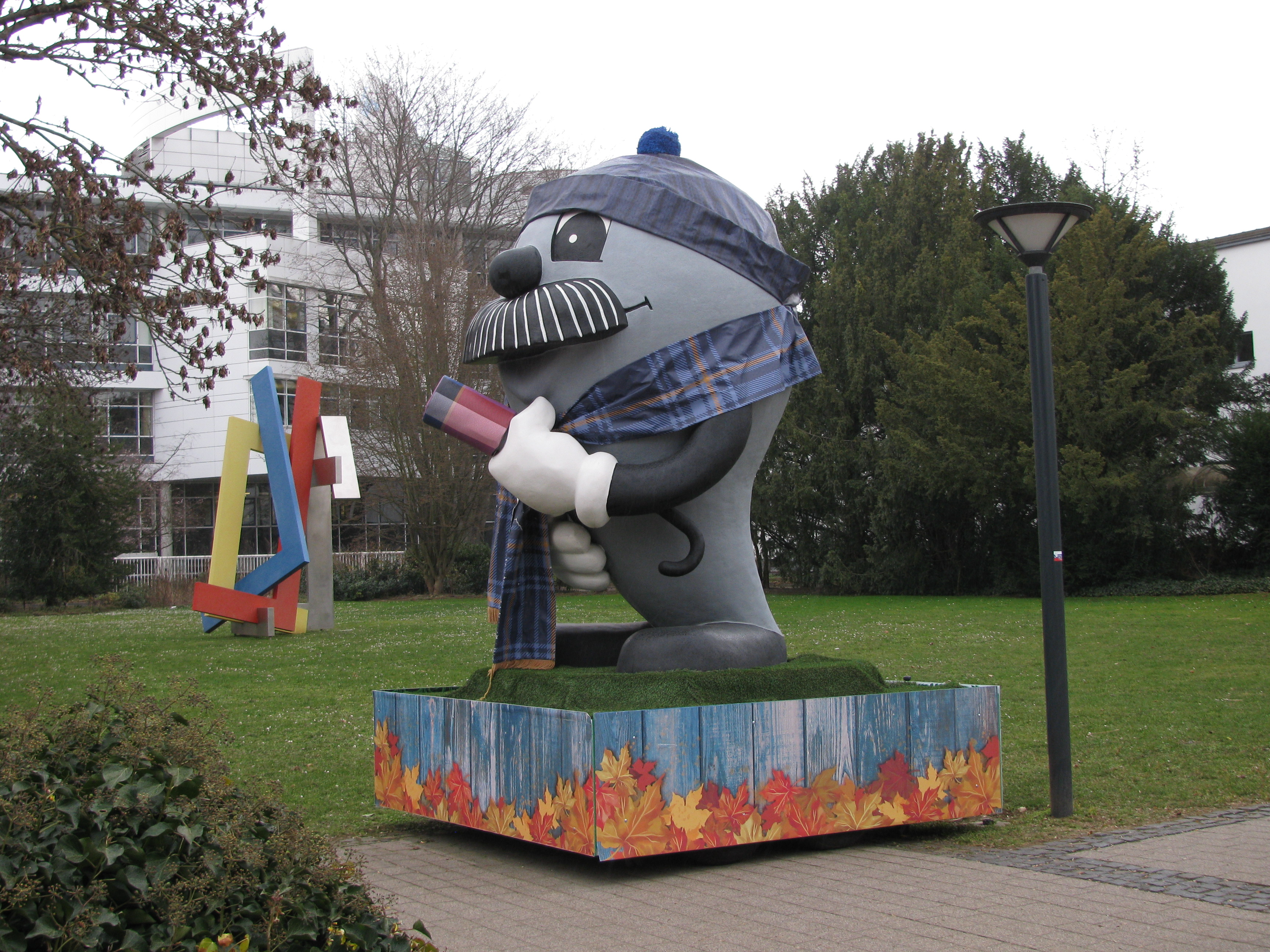
Onkel Otto mit Mütze und Schal im März

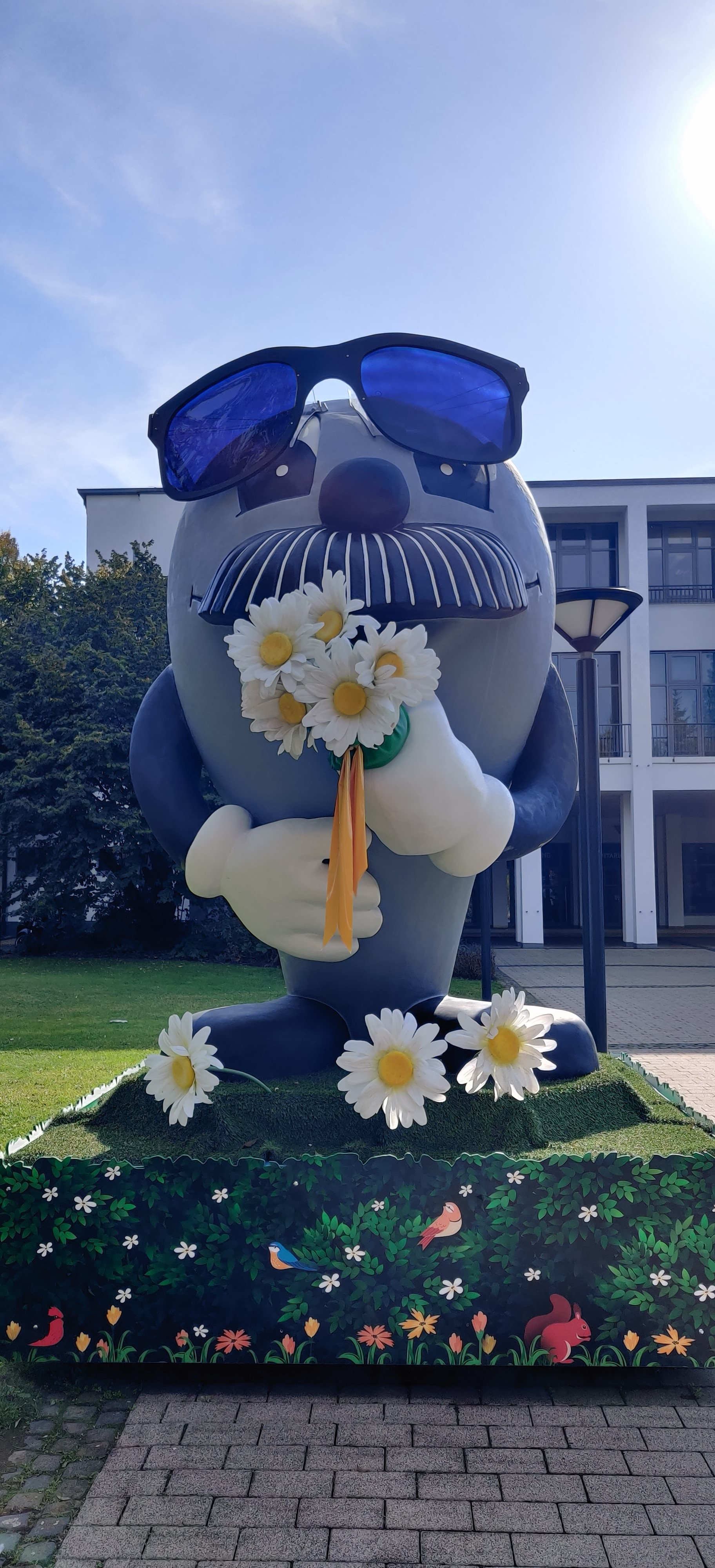
Onkel Otto mit Blumenstrauß, Schnauzer und Sonnenbrille im Oktober 2022

Anfang der 1950er Jahre nahmen die deutschen Sender wieder die Entwicklung des Fernsehprogramms auf, die durch den Krieg unterbrochen worden war. Die erste Abendsendung aus Frankfurt wurde im November 1953 ausgestrahlt. Am 1. November 1954 begann die Ausstrahlung des ARD-Gemeinschaftsprogramms Deutsches Fernsehen. Zur Trennung zwischen den regional ausgestrahlten Werbefilmen im Vorabendprogramm hatte 1958 die Zeichentrickfigur Onkel Otto ihren ersten Auftritt und wurde zum Maskottchen des HR.
Am 1. Mai 1961 begann der Hessische Rundfunk mit der Ausstrahlung eines eigenen, regionalen Fernsehprogramms. Nach Gründung des Zweiten Deutschen Fernsehen (1961) wurden die Regionalprogramme der ARD-Sender in „Drittes Fernsehprogramm“ umbenannt (1964). Ab 1983 hieß das Regionalprogramm des Hessischen Rundfunks Hessen 3, ab 1998 hessen fernsehen und seit 2004 hr-fernsehen.

### Entwicklung des Hörfunks

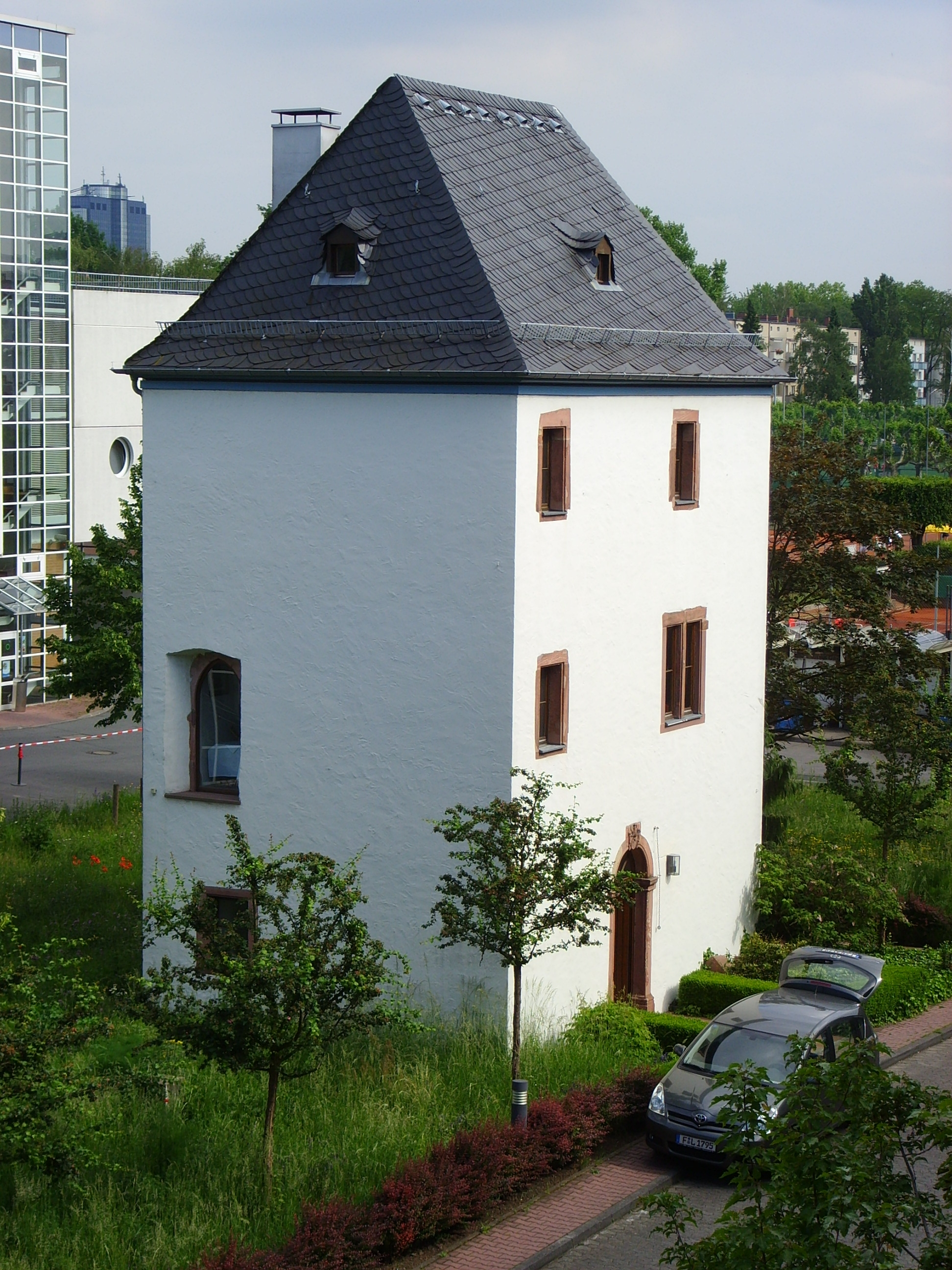
Der Kühhornshof-Turm auf dem HR-Gelände, erbaut im 16. Jahrhundert, beherbergt heute einen Seminarraum und ein Kaminzimmer

Am 1. Juni 1964 ging das dritte Hörfunkprogramm hr3 auf Sendung, zunächst hauptsächlich mit Sendungen für „Gastarbeiter“, ab 1972 wurde es zur Servicewelle für Autofahrer ausgebaut und ab 1981 zur Popwelle. Am 6. Oktober 1986 verstärkte der Hessische Rundfunk mit dem Aufbau des vierten Hörfunkprogramms hr4 die Regionalisierung seiner Programme. Neben den bereits bestehenden Studios in Kassel und Wiesbaden wurden weitere Studios in Bensheim, Fulda und Wetzlar eingerichtet. Am 5. Januar 1998 startete der Sender die sogenannten „Plus-Programme“: das Wortprogramm hr-chronos (zunächst hr1 plus), das Klassikradio hr-klassik (zunächst hr2 plus), das Jugendprogramm hr XXL, das Wirtschaftsradio „hr skyline“ (zunächst hr4 plus). 2003 wurde im Rahmen einer Programmreform zunächst das Wortprogramm hr-chronos eingestellt (zum 30. Juni); die Mittelwelle strahlte nun das Programm hr-skyline sowie Ausländerprogramme und Parlamentsdebatten aus.
Die Jugendwelle XXL, ursprünglich aus der hr3-Abendsendung hr3-XXL hervorgegangen, wurde im Dezember 2003 als You FM neu gestartet – auch mit neuer Musikausrichtung.
Das Wirtschaftsradio hr-skyline, das zunächst noch Musik gesendet hatte, wurde 2002 in Richtung Informationsprogramm umgebaut und sendet wochentags keine Musik mehr. 2004 wurde der Sender dann zu einem reinen Wortprogramm ausgebaut und bekam den Namen hr-info.
Die Programme hr1 und hr2-kultur wurden 2004 ebenfalls reformiert, behielten aber ihren Namen. Im Juni 2005 stellte der Sender das Programm hr-klassik ein. Begründet wurde dieser Schritt mit dringend nötigen Sparmaßnahmen.
Heute werden die Programme hr-info und YOU FM mangels verfügbarer Frequenzen nicht flächendeckend über UKW ausgestrahlt. hr-info war bis 31. Dezember 2009 landesweit über Mittelwelle 594 kHz zu empfangen. Wegen zu hoher Stromkosten wurde MW 594 kHz eingestellt. Die Mittelwellensender Weiskirchen und Hoher Meißner wurden im Rahmen des im Jahre 2009 verkündeten Sparprogramms zum Jahresende abgeschaltet, die Sendemasten in Rodgau-Weiskirchen wurden am 11. April 2012 gesprengt. Zur Verbesserung der UKW-Versorgung mit beiden Programmen widmete der Hessische Rundfunk im Jahr 2005 mehrere Frequenzen an Grundnetzsendern um, zudem wurde auf vielen Frequenzen des ehemaligen Programms hr-klassik nach dessen Einstellung zu You FM oder hr-info geschaltet.
2009 wurde der Hessische Rundfunk für sein Hörspiel Haus der Stimmen mit dem Deutschen Kritikerpreis ausgezeichnet.
Anlässlich des 75-jährigen Bestehens des HR war es möglich einen Blick hinter die Kulissen des HR zu schauen, auch während einer Sendung.

## Programme
Der Hessische Rundfunk produziert allein oder in Zusammenarbeit mit anderen Rundfunkanstalten derzeit folgende Rundfunkprogramme:

### Hörfunk
- hr1 – Soft-AC-Programm (ehemals Information).
- hr2-kultur – Kulturprogramm.
- hr3 – Unterhaltungsprogramm (Popwelle), ehemals Servicewelle.
- hr4 – Leichte Unterhaltungsmusik, u. a. Schlager. Regionale Informationen aus Hessen.
- hr-iNFO – Informationsradio mit stündlich zweimal Nachrichten sowie Berichten aus Politik, Wirtschaft, Kultur und Sport.
- YOU FM – Jugendwelle (früher: hr XXL).

Die sechs Radioprogramme des Hessischen Rundfunks werden in Hessen laut der im Juli 2022 veröffentlichten Media-Analyse (MA) werktäglich von 2,102 Millionen Menschen ab 14 Jahren gehört. Weitere 496.000 Menschen hören eines der sechs hr-Radioprogramme in anderen Bundesländern.

### Fernsehen
- hr-fernsehen
- Das Erste – Gemeinschaftsprogramm der ARD
- Phoenix – gemeinsamer Ereigniskanal von ARD und ZDF
- KiKA – Kinderkanal von ARD und ZDF
- ARTE – deutsch-französischer Kulturkanal
- 3sat – Kulturkanal von ARD, ZDF, ORF und SRG SSR
- tagesschau24 (ARD Digital)
- One (ARD Digital)

#### hr-fernsehen
Das hr-fernsehen ist das regionale sogenannte „dritte“ Fernsehprogramm im Deutschen Fernsehen für Hessen. Der Name stammt aus der Zeit, als es in der Bundesrepublik Deutschland nur das Deutsche Fernsehen (heute: Das Erste) und das ZDF als Vollprogramme gab und die nur regional ausgestrahlten Fernsehprogramme die dritten Programme waren.
hr-fernsehen ist geprägt von regionalen Informations- und Unterhaltungssendungen, von der hessenschau über maintower bis zu Hallo Hessen. Daneben gibt es Nachrichtensendungen, Dokumentationen, Musiksendungen, Ratgebersendungen, Kulturmagazine, Spielfilme sowie Reportagen.
Klassiker des Hessischen Fernsehens sind:
- Die Hesselbachs, ab 1949 zunächst als Hörspiel, von 1960 bis 1967 als Fernsehserie
- Kommissar Freytag (1963–1965)
- Ein Platz für Tiere mit dem Frankfurter Zoodirektor Bernhard Grzimek (1957–1987)
- Doktor Murkes gesammeltes Schweigen sowie Doktor Murkes gesammelte Nachrufe, Satire mit Dieter Hildebrandt nach Erzählungen von Heinrich Böll
- Zum Blauen Bock mit Otto Höpfner (1957–1965), später Heinz Schenk (ab 1965), Lia Wöhr und Reno Nonsens (1957–1987)
- Einer wird gewinnen (EWG), großes Samstagabend-Quiz mit Hans-Joachim Kulenkampff (1965–1987)
- Augsburger Puppenkiste (1953–2001)
- Pausenkatzen – Pausenfüller mit spielenden Kätzchen, seit Mitte der 1970er Jahre
- Buddenbrooks, Elfteiler (1979)
- Wunder der Erde (1968–2006)
- Giraffe, Erdmännchen & Co., Zoodokumentation (seit 2006)

#### Beteiligung anDas Erste

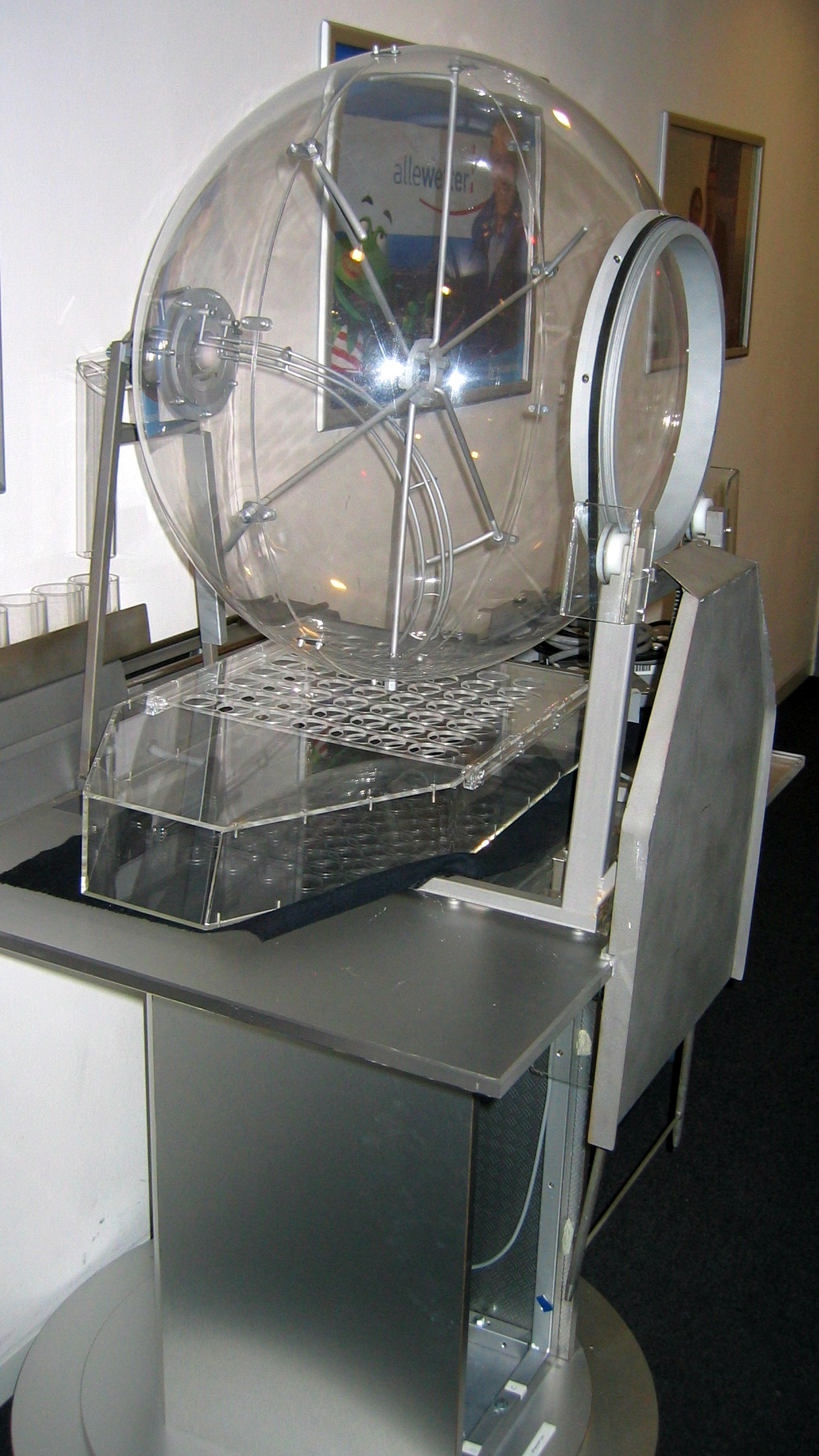
Ehemaliges Ziehungsgerät der Ziehung der Lottozahlen

Zum Fernsehprogramm Das Erste trägt der Hessische Rundfunk rund sieben Prozent bei. Neben vielen Zulieferungen für Tagesschau, Tagesthemen, Morgen- und Mittagsmagazin, zahlreichen Spielfilmen und Beiträgen zu einzelnen Sendungen liefert er folgende Sendereihen:
- ttt – titel, thesen, temperamente (seit 1967)
- plusminus, Wirtschaftsmagazin (seit 1997)
- Ziehung der Lottozahlen (1965 bis 2013)[9]
- Tatort (1971–1979 mit Klaus Höhne als Kommissar Konrad; Heinz Treuke (in der ersten Folge) und Lutz Moik (in zwei weiteren Folgen) als Kommissar Bergmann; 1985–2002 mit Karl-Heinz von Hassel als Kommissar Brinkmann; 2002–2010 mit Andrea Sawatzki und Jörg Schüttauf als Kommissare Charlotte Sänger und Fritz Dellwo; 2011–2015 Joachim Król und Nina Kunzendorf als Kommissare Frank Steier und Conny Mey; ab 2010 mit Ulrich Tukur und Barbara Philipp als Kommissar Felix Murot und Sekretärin Magda Wächter, außerdem ab 2015 mit Margarita Broich und Wolfram Koch als Kommissare Anna Janneke und Paul Brix)
- Der Hessische Rundfunk erstellt zudem seit 1960 die „Wetterkarte“ am Ende der Tagesschau sowie seit vielen Jahren diverse Wetterberichte für die Sendungen ARD-Morgenmagazin, ARD-Buffet und andere Ausgaben der Tagesschau, auch im Nachrichtenkanal tagesschau24.
- Seit dem 1. Januar 2020 liefert das neu gegründete ARD-Wetterkompetenzzentrum beim Hessischen Rundfunk in Frankfurt auch den Wetterbericht zu den Tagesthemen.
- Seit 2000 produziert der Hessische Rundfunk für das Erste die Sendung Börse vor acht.
- Zusammen mit dem MDR produzierte der HR während der COVID-19-Pandemie mehrere Ausgaben der Sonderreihe ARD Extra, reihum mit anderen ARD-Sendern.
- Allein oder federführend mit anderen Landesrundfunkanstalten produziert er für Das Erste Reportagen und Dokumentationen wie Exclusiv im Ersten, Der Tag, als …, Das rote Quadrat oder die Serien Unsere 50er Jahre und Unsere 60er Jahre.
- Das nächtliche Füllprogramm im Ersten mit dem Titel „Deutschlandbilder“ ist ebenfalls eine HR-Produktion.

## Online
Der Hessische Rundfunk startete 1996 das Internetangebot hr-online.de. In den folgenden zwei Jahrzehnten bündelte er unter dieser Adresse Nachrichten aus Hessens Politik, Wirtschaft, Sport, Kultur und Gesellschaft, den Zugang zu den Livestreams der Hörfunkwellen und des hr-fernsehens sowie Informationen zu den Radio- und Fernsehprogrammen, den Klangkörpern und dem Hessischen Rundfunk als Unternehmen.
Mit dem Relaunch des gesamten Webseitenangebots im Jahr 2015 trat die Adresse hr-online.de in den Hintergrund. Die einzelnen Teilangebote sind immer noch über eine gemeinsame Navigation verbunden, aber jeweils stärker durch die konkreten Programmmarken und deren Inhalte profiliert.

### hessenschau.de
Am 21. Juli 2015 ging im Zuge einer kanalübergreifenden Runderneuerung der hessenschau auch das neue Nachrichtenportal des Hessischen Rundfunks an den Start. hessenschau.de informiert tagesaktuell und hintergründig aus Hessen. In einem Morgenticker bildet hessenschau.de zur Hauptnutzungszeit relevante wie unterhaltsamere Meldungen aus Hessen ab. Am Abend gibt es eine kurze Tageszusammenfassung („Der Tag in Hessen“). Daneben gibt es Wetter- und Verkehrsmeldungen für die Regionen.
Seit 2017 gibt es eine individuell einstellbare hessenschau-App für iOS und Android – mit der Möglichkeit, Eilmeldungen, spezielle Themen sowie Unwetterwarnungen für die eigene Region via Push-Benachrichtigung zu abonnieren. Seit 2019 gibt es die hessenschau zum Hören in 100 Sekunden – ein kurzes Nachrichten-Audio-Format für Smartspeaker, das mehrmals täglich aktualisiert wird.

### hr-Channel in der ARD-Mediathek
Seit 2019 ist der Hessische Rundfunk mit einem eigenen Kanal in der ARD-Mediathek vertreten. Der hr-Channel bietet die Möglichkeit Sendungen des hr-fernsehens sowie speziell für die ARD Mediathek produzierte Formate anzusehen.

### Programmbegleitende Webseiten
Der Hessische Rundfunk begleitet sein Fernsehprogramm über die Webseite hr-fernsehen.de, seine Hörfunkwellen über die Webseiten hr1.de, hr2.de, hr3.de, hr4.de, you-fm.de und hr-inforadio.de. Das jeweilige Programm stellt hier Zugang zum Livestream, zum Elektronischen Programmguide (EPG) sowie Informationen zu Programm und Aktionen bereit. Die Webseiten des hr-Sinfonieorchesters und der hr-Bigband bieten die hr-Orchester Tickets für Veranstaltungen sowie weitere Informationen rund um ihre Aktivitäten an. Als Unternehmen präsentiert sich der Hessische Rundfunk auf seiner Internetpräsenz. Hier finden sich auch die Bildungsangebote des Hessischen Rundfunks unter der Rubrik WissenPlus.
Die Radiowellen des Hessischen Rundfunks gibt es seit 2013 auch als App – seit Oktober 2020 sind alle hr-Apps im neuen Design mit erweiterten Funktionen des EPG und individuell einstellbaren Verkehrsinformationen für Auto- und Nahverkehr verfügbar.

### Social Media und Drittplattformen
Der Hessische Rundfunk ist auf den gängigen Social-Media-Plattformen mit verschiedenen Programm-Auftritten und Formaten vertreten. Zu den reichweitenstärksten Kanälen zählen die der Marke hessenschau auf Facebook, Instagram und Twitter. Auf YouTube finden sich neben zahlreichen Sendungsinhalten auch eigens produzierte Formate wie „Fussball 2000“, das für das funk-Netzwerk hergestellte „World Wide Wohnzimmer“ oder der Channel des hr-Sinfonieorchesters mit vielen Konzertmitschnitten.

### Umzug von boerse.ARD.de zu tagesschau.de
Im Rahmen des gemeinschaftlichen ARD-Internetauftritts ard.de produzierte der Hessische Rundfunk bis zum 15. Dezember 2020 die Börsenrubrik boerse.ard.de und nutzte dabei auch die schon in Hörfunk und Fernsehen bestehende Spezialkompetenz für Finanzmarktthemen. Um in Zukunft noch mehr Menschen zu erreichen, bauen tagesschau.de und die bisherige Redaktion von boerse.ARD.de ein gemeinsames Ressort Wirtschaft auf. Die Redaktion in Frankfurt berichtet weiterhin aus dem Büro direkt am Parkett in der Frankfurter Börse und aus den Redaktionsräumen des Hessischen Rundfunks. Das neue gemeinsame Informationsangebot findet sich auf der Seite des Wirtschaftsressorts auf Tagesschau.de. Im Rahmen dieses Umzugs soll der Fokus des Teams neu definiert werden. Es soll nicht mehr nur über Börsengeschehen berichtet werden, sondern die gesamte Wirtschaft und die Auswirkungen des Geschehens auf den Alltag sollen abgedeckt werden. Im Rahmen des Umzugs wird die App und die alte Webseite abgeschafft. Dies betrifft auch die Depot- und Watchlistfunktion.

### Teletext
Am 1. Juni 1985 ging der Hessische Rundfunk mit einem Teletext-Angebot an den Start. Mittlerweile stehen über tausend Informationstafeln zum Abruf bereit. Seit 2006 sind die Videotext-Seiten auch im Internet unter hr-text.de abrufbar.
Der hr-text wird täglich von mehr als 200.000 Zuschauern als ergänzendes Informationsmedium genutzt. Insbesondere werden Nachrichten, Wetter, Sportergebnisse und -tabellen aus über 200 hessischen Ligen in 12 Sportarten sowie Service-Informationen gelesen. Weitere Besonderheiten sind etwa der aktuelle Flugplan des Flughafens Frankfurt mit Ankunfts-/Abflugzeiten und Verspätungen, die aktuellen Staumeldungen von den hessischen Autobahnen sowie Umweltdaten aus den hessischen Regionen.
Mit Videotext-Untertiteln (Seite 150) leistet der hr-text zudem einen bedeutenden Beitrag zur Barrierefreiheit im hr-fernsehen und der ganzen ARD. Die vom hr-text produzierten Untertitel stehen auch im 24/7-Livestream sowie in der ARD-Mediathek zur Verfügung.

## Orchester
Der Hessische Rundfunk finanziert und unterhält zwei eigene Orchester:
- hr-Sinfonieorchester (Frankfurt Radio Symphony) – Das 1929 von Radio Frankfurt (dem Vorgänger des Hessischen Rundfunks) gegründete Sinfonieorchester ist ein Klangkörper mit internationaler Ausstrahlung. Mit seinen 112 Musikern präsentiert es die gesamte Vielfalt der Sinfonik bis hin zur zeitgenössischen Musik und realisiert auch innovative Konzertformate und experimentelle Projekte. Seine Hauptwirkungsstätte ist das Bundesland Hessen. Daneben gastiert es bei großen Festivals im In- und Ausland und geht weltweit auf Tournee. Seit der Spielzeit 2021/22 ist Alain Altinoglu Chefdirigent des hr-Sinfonieorchesters. Wichtige ehemalige Chefdirigenten des hr-Sinfonieorchesters waren Dean Dixon, Eliahu Inbal, Dmitrij Kitajenko, Hugh Wolff, Paavo Järvi und Andrés Orozco-Estrada.
- hr-Bigband (Frankfurt Radio Big Band) – Die hr-Bigband wurde 1946 als „Tanzorchester von Radio Frankfurt“ (dem späteren Hessischen Rundfunk) gegründet. Seit den 1970er Jahren hat sie sich zur Jazz-Bigband mit Schwerpunkt Konzerttätigkeit entwickelt. Mit ca. 50 Konzerten pro Jahr deckt sie ein breites stilistisches Spektrum innerhalb des Jazz ab und wagt Grenzüberschreitungen zur Klassik, zu Pop, fremden Musikkulturen und Elektronik. Nach drei Jahren als „Artist in Residence“ wurde Jim McNeely 2011 Chefdirigent der hr-Bigband.

## Studios, Standorte und Korrespondenten

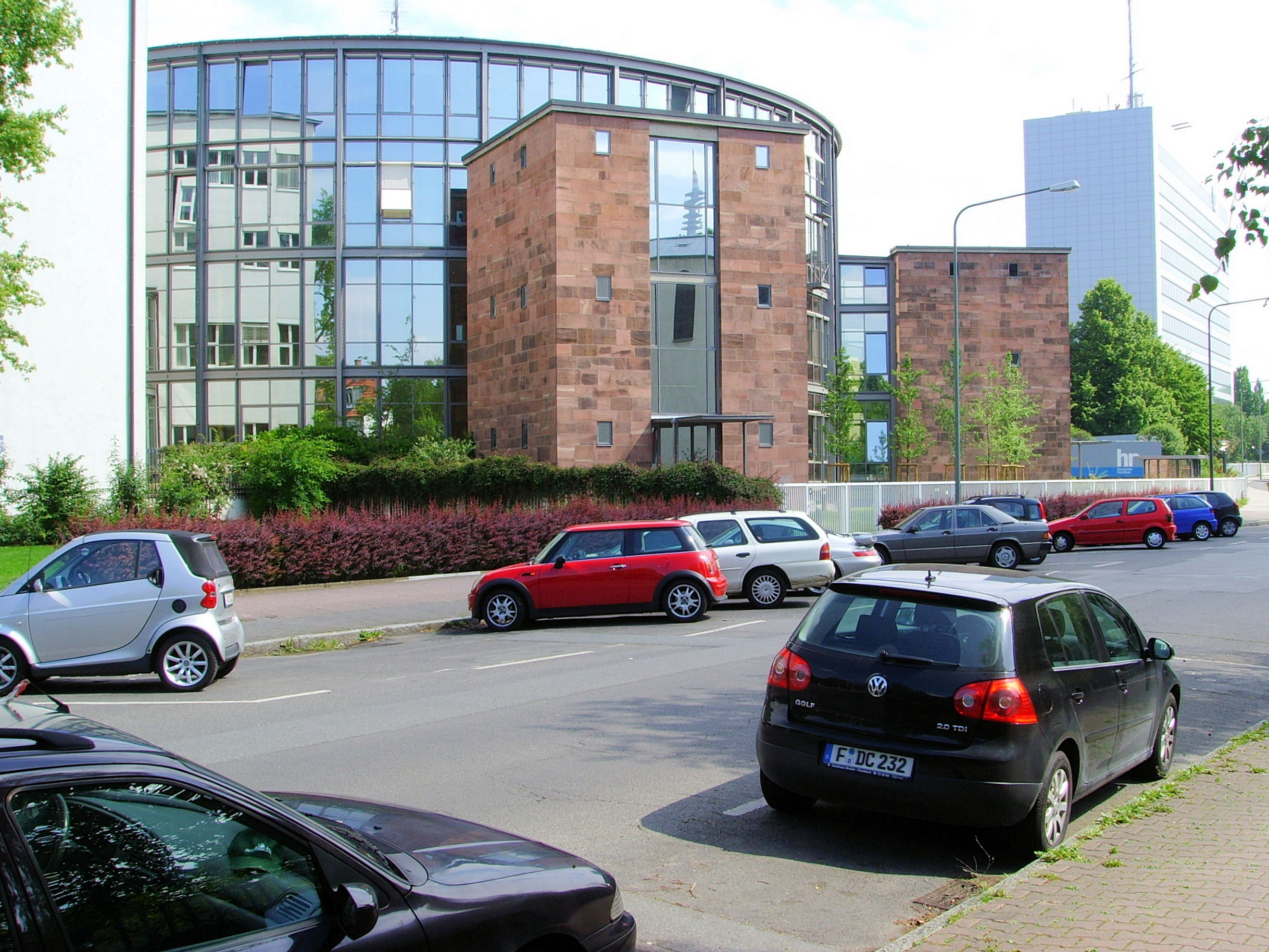
Rundbau des Senders von der Bertramstraße aus gesehen, rechts das ARD-Verwaltungsgebäude

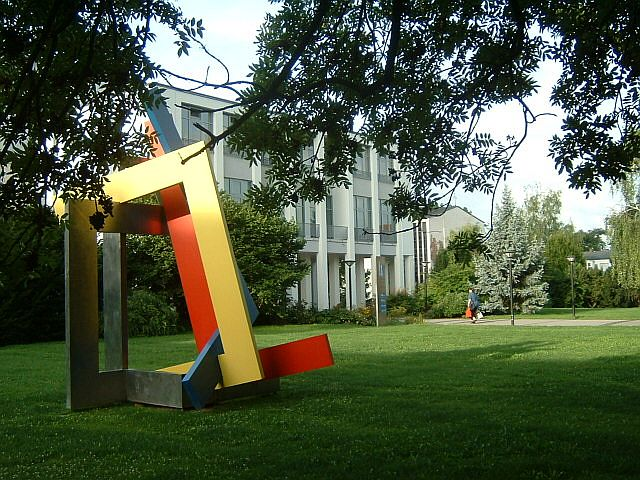
Haupteingang mit der Skulptur Große Herula von Rudolf Valenta (2000)

Sitz des Hessischen Rundfunks ist das Funkhaus am Dornbusch im Stadtteil Frankfurt-Nordend an der Grenze zum Stadtteil Frankfurt-Dornbusch. Daneben betreibt der Sender Außenstudios in Hessen und Berlin sowie einige ARD-Korrespondentenbüros im Ausland.

### Studio Kassel
Das Studio Kassel, nahe dem ICE-Bahnhof im Stadtteil Bad Wilhelmshöhe gelegen, existiert seit 1952. Ein eigenes Gebäude, mit Produktions- und Sendestudios für Hörfunk und Fernsehen, wurde 1970 errichtet. Das heutige Kasseler Fernsehstudio ist mit moderner, volldigitalisierter Technik ausgestattet und wurde am 16. September 1994 eröffnet. Dort werden sowohl wöchentliche Magazine für das hr-fernsehen (so Alles Wissen) als auch die Unterhaltungssendungen Dings vom Dach und Straßenstars und Sondersendungen – beispielsweise zur Kommunalwahl – produziert. Täglich informieren die Kasseler Fernsehreporter in der Hessenschau und in Hessenschau Kompakt über die Region. Zudem beliefert die Fernsehredaktion ARD-Sendungen mit aktuellen Berichten aus Nordhessen, beispielsweise die Tagesschau, die Tagesthemen oder Brisant. Die Fernsehredaktion Wissenschaft produziert außerdem Beiträge für das ARD-Magazin W wie Wissen. Von 2005 bis 2020 gab es im hr-fernsehen unter dem Titel Herkules ein wöchentliches Fernsehmagazin mit Berichten aus Nordhessen. Seit 2004 hat das Hörfunkprogramm hr4 seinen Sitz in Kassel.
Am 3. September 2017 diente das Studio Kassel von morgens um 6:00 Uhr bis Mitternacht als ›Ad-hoc-Studio‹ für ein gemeinsam von hr1, hr3 und hr4 ausgestrahltes Programm, weil das Frankfurter Funkhaus wegen der Entschärfung einer 1800-kg-Bombe aus dem Zweiten Weltkrieg im dortigen Westend geräumt werden musste. Früh am Morgen fasste eine Hörerin dieses gemeinsame Programm als »hr 8« (1+3+4) zusammen, worauf sich die Moderatoren während des Tages immer wieder bezogen. Ein Hörer schlug vor, »hr 8« jeden ersten September-Sonntag im Jahr zum Gedenken an diese außergewöhnliche Zusammenlegung der Programme zu wiederholen.

### Studio Darmstadt

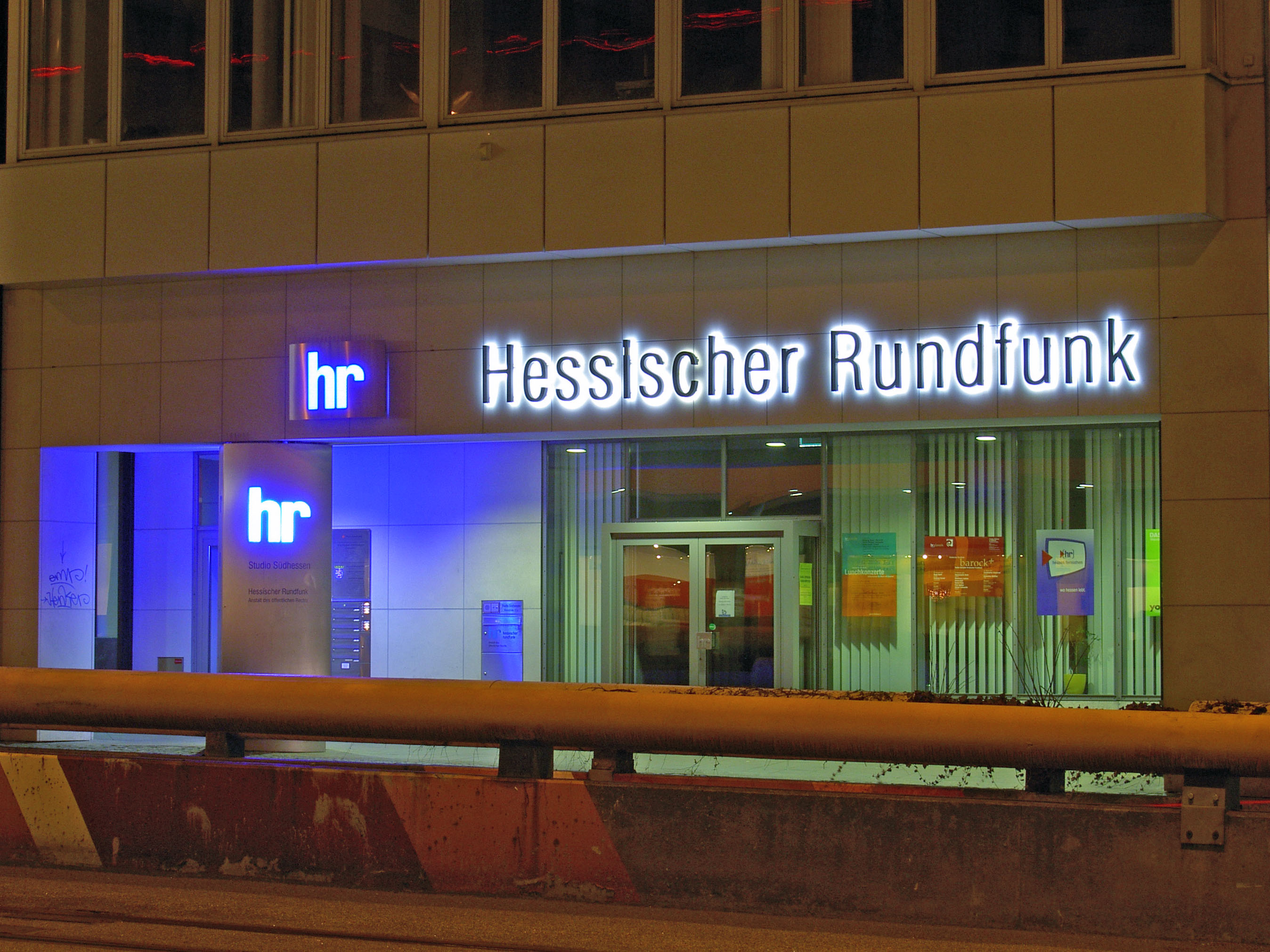
Hörfunkstudio Darmstadt

Das Studio Darmstadt, das zweitgrößte Regionalstudio des Hessischen Rundfunks nach Kassel, wurde im Mai 2003 nach Umbau wieder eröffnet. Es ist ein reines Hörfunkstudio. Dort sind Produktions- und Sendestudios angesiedelt, von denen aus das Rhein-Main-Programm von hr4 gesendet wird. Außerdem bedienen die Regionalkorrespondenten von hier aus auch die anderen Hörfunkprogramme mit Themen aus Darmstadt und Umgebung. Da einige der Hörfunkreporter auch als Videoreporter tätig sind, wird der Sender von hier aus auch mit aktuellen Bildern aus Südhessen versorgt.

### Studio Fulda
Das Studio Fulda gibt es seit 1986, und es wurde nach einem Umbau 2004 mit digitaler Technik ausgestattet. Es übernimmt die Aufgabe, für das Programm des Hessischen Rundfunks sowohl im Hörfunk als auch im Fernsehen aus der Region Osthessen zu berichten. Dies ermöglichen unter anderem die dort tätigen Videoreporter, die für Fernsehsendungen wie die Hessenschau arbeiten. Außerdem wird das werktägliche Hörfunk-Regionalfenster „hr4 Nord-Osthessen“ der Landeswelle hr4 aus dem Studio Fulda gesendet. Ende 2013 wurde das Studio aufgrund von Sparmaßnahmen wie die anderen Regionalstudios „räumlich verkleinert“, zog von der Bahnhofstraße in die Rabanusstraße um und wurde auf eine neue Produktions- und Sendemethode umgestellt.
Das Studio Fulda beliefert alle hr-Hörfunkwellen, die Fernsehsendungen hessenschau und Maintower sowie hessenschau.de und die hessenschau-Instagram- und YouTube-Kanäle mit Geschichten aus Fulda und den Landkreisen Fulda, Hersfeld-Rotenburg, Main-Kinzig und Vogelsberg.
Sechsmal pro Werktag werden im Studio Fulda zudem aktuelle Kurz-Beiträge aus Osthessen für die Hörfunkwellen hr1, hr3 und hr4 produziert. Von 6:30 Uhr bis 9:30 Uhr sind diese regionalisierten Nachrichten stündlich zu hören sowie am Nachmittag um 14.30 Uhr und 15.30 Uhr. Auch längere Audio-Reportagen und Filme aus Osthessen für die hessenschau, für Maintower und andere Sendungen des hr-fernsehens entstehen beinahe täglich.

### Weitere Regional- und Außenstudios
- Studio Mittelhessen in Gießen (2001 eröffnet; zuvor seit 19. Januar 1987 in Wetzlar)
- Studio Wiesbaden im Hessischen Landtag (seit 1947; zuständig für die Landtagsberichterstattung sowie Wiesbaden und den Rheingau)

Das seit 2000 bestehende hr-Fernsehstudio im Frankfurter Main Tower wurde im Oktober 2015 aufgegeben. Das Boulevardmagazin maintower sendet weiterhin unter diesem Namen aus einem virtuellen Studio. Das Hörfunkstudio für hr-skyline wurde bereits 2004 aufgelöst.
Weiterhin gibt es Regionalkorrespondenten in: Bensheim (Kreis Bergstraße), Erbach (Odenwald), Hanau (Main-Kinzig-Kreis), Korbach (Waldeck-Frankenberg), Limburg an der Lahn (Kreis Limburg-Weilburg), Marburg (Kreis Marburg-Biedenkopf) und Witzenhausen (Werra-Meißner-Kreis). Die Regionalkorrespondenten sind vor allem für den Hörfunk tätig, liefern als sogenannte Videoreporter aber auch Bilder fürs Fernsehen.

### Korrespondenten-Studios
- Korrespondenten im ARD-Hauptstadtstudio in Berlin (im Hörfunk und im Fernsehen beteiligt an der ARD-Gemeinschaftsredaktion Fernsehen)
- Vom HR entsandter Hörfunk-Korrespondent im Studio Brüssel (Federführung WDR)
- ARD-Studio Madrid / Rabat (Hörfunk und TV, in Kooperation mit dem SWR)
- ARD-Studio Washington (Hörfunk)
- ARD-Studio Los Angeles (Hörfunk, in Kooperation mit dem SWR)
- ARD-Finanzredaktion (Hörfunk & Fernsehen)

## Sendeanlagen und Sendetechnik

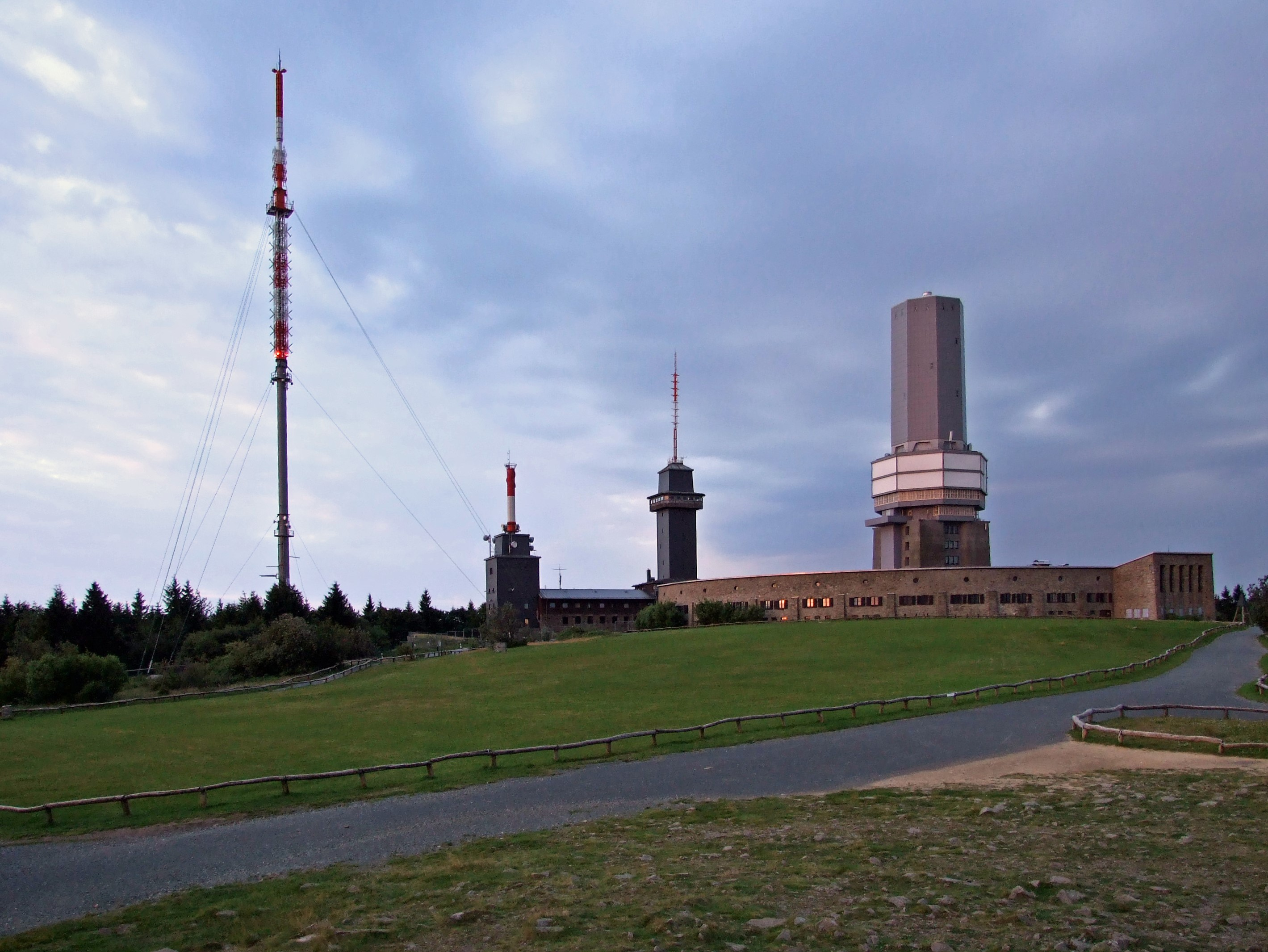
Sendeanlagen auf dem Großen Feldberg (von links): hr-Rohrmast, Ersatzmast, Aussichtsturm mit Ersatzantennen als Backup zum hr-Rohrmast, Fernmeldeturm der Deutschen Funkturm (seit März 2007 ohne Antenne)

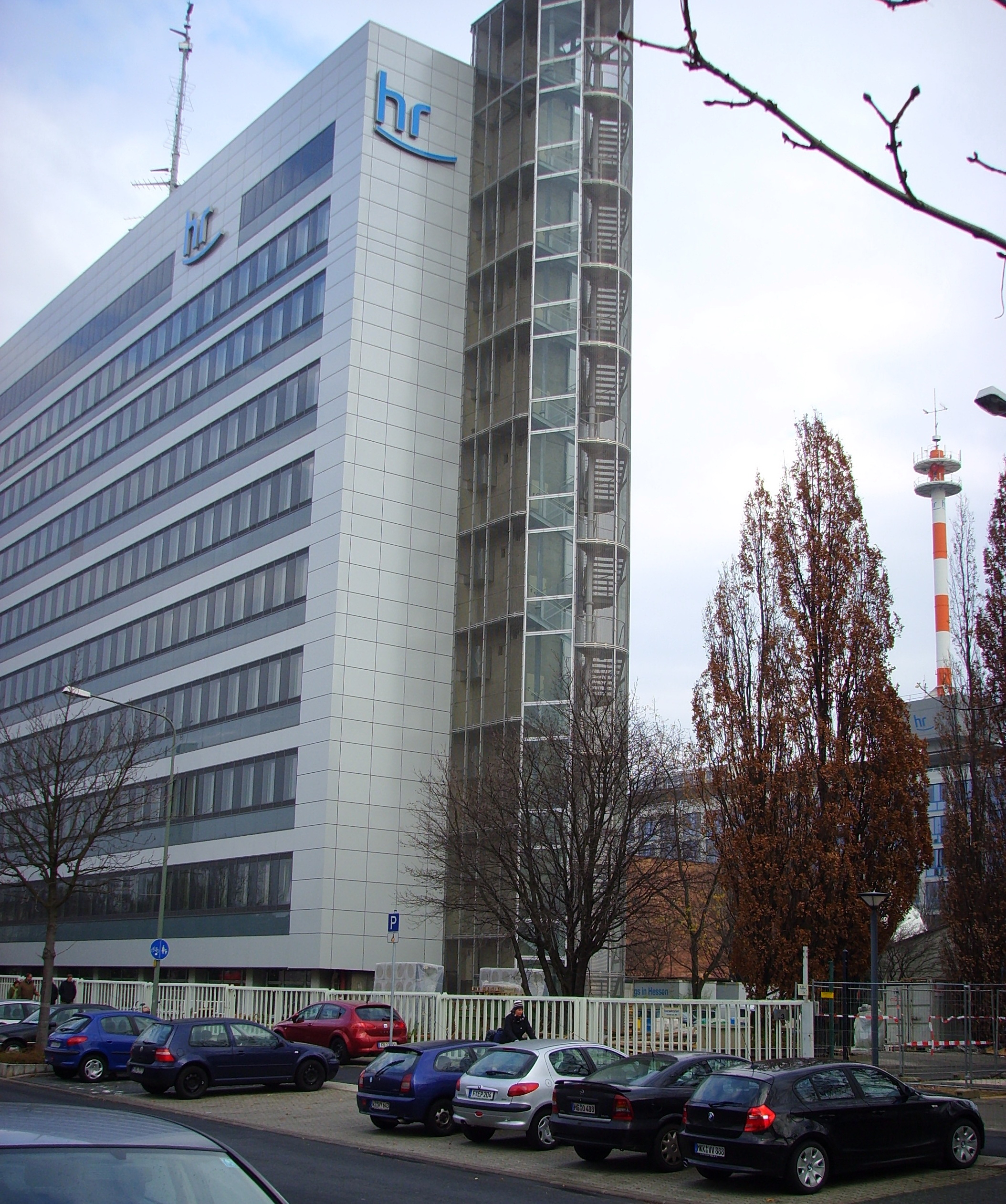
HR-Mehrzweckhochhaus mit Sitz des ARD-Sternpunktes; rechts der Sender Frankfurt

Der Hessische Rundfunk betreibt ein eigenes Sendernetz zur Verbreitung seiner Hörfunk- und Fernsehprogramme in Hessen. Dieses Sendernetz stellt er zum Teil auch privaten Rundfunkveranstaltern als Dienstleister zur Ausstrahlung zur Verfügung. Darüber hinaus nutzt er auch Sendeanlagen der Media Broadcast und des SWR.

### Eigene Senderstandorte
- Sender Hoher Meißner: UKW
- Sender Kassel-Wilhelmshöhe: UKW
- Sender Biedenkopf: UKW
- Sender Rimberg: UKW, DAB, DVB-T
- Sender Marburg: UKW
- Sendeanlagen auf dem Großen Feldberg: UKW, DAB, DVB-T
- Sender Frankfurt-Main-Tower: UKW
- Sender Frankfurt (Funkhaus Bertramstraße): UKW
- Sender in Darmstadt Weiterstadt/Darmbach: UKW
- Sender Würzberg im Odenwald: UKW, DVB-T
- Sendeturm Hardberg am Odenwald: UKW
- Sender Schlüchtern

### Sendestandorte der Deutsche Funkturm GmbH
- Fernmeldeturm Habichtswald: UKW, DAB, DVB-T
- Sender Hoher Meißner: DVB-T
- Fernsehturm Angelburg: DVB-T
- Sendeanlagen im Europaturm/Frankfurt: DAB, DVB-T
- Sender Heidelstein: UKW, DVB-T
- Fernmeldeturm Hohe Wurzel: DVB-T

### Sendestandort des SWR
- Sender Mainz-Kastel: DAB

### Ehemalige Senderstandorte
- Sender Heiligenstock
- Sender Weiskirchen: MW (nicht zu verwechseln mit dem Mittelwellensender Weißkirchen des AFN)

## Rechtsgrundlage
Als Anstalt des öffentlichen Rechts bedarf der Hessische Rundfunk einer gesetzlichen Grundlage, in der Programmauftrag, Programmgrundsätze und interne Organisation festgelegt sind. Das Gesetz über den Hessischen Rundfunk vom 2. Oktober 1948, das diese gesetzliche Grundlage bildet, wurde zuletzt am 13. Oktober 2016 novelliert. Am 5. Juni 2007 gab es umfassende Änderungen, um das so genannte hr-Gesetz den aktuellen medienpolitischen Bedürfnissen anzupassen. Der Auftrag des Hessischen Rundfunks ist geregelt in § 2 des Gesetzes: „Aufgabe des Hessischen Rundfunks ist die Verbreitung von Nachrichten und Darbietungen bildender, unterrichtender und unterhaltender Art.“
Das Rundfunkgesetz wird ergänzt durch einen Rundfunkstaatsvertrag, der das Verhältnis von öffentlich-rechtlichem und kommerziellem Rundfunk im dualen Rundfunksystem regelt und der grundlegende Bestimmungen vor allem zur Finanzierung enthält.

## Finanzierung
Der Hessische Rundfunk finanziert sich durch Rundfunkbeiträge, Werbung und sonstige Einnahmen. Von den Einnahmen gehen 60 Prozent ans hr-fernsehen, 28 Prozent an den Hörfunk, 8 Prozent fließen in die Technik und 4 Prozent gehen in die Verwaltung. 2021 lagen die Erträge des Senders bei 537,2 Millionen Euro, davon entfielen 435,8 Millionen (81,1 Prozent) auf den Rundfunkbeitrag. Die Höhe des Rundfunkbeitrages legen die Landesparlamente aller Bundesländer in Form eines Staatsvertrages fest. Basis dafür ist die Empfehlung der unabhängigen Kommission zur Ermittlung des Finanzbedarfs der Rundfunkanstalten (KEF).
Im Jahr 2021 lagen die Verluste des Hessischen Rundfunks bei 68,9 Millionen Euro, nach 90,3 Millionen Euro im Jahr 2020 und 99,6 Millionen im Jahr 2019.

## Organisation
Die Organe des Hessischen Rundfunks sind der Rundfunkrat, der Verwaltungsrat und der Intendant.

### Rundfunkrat
Der 32-köpfige Rundfunkrat wählt den Intendanten und berät den Intendanten in den grundsätzlichen Fragen der Programmgestaltung. Aufgabe des Rundfunkrates ist ferner die Genehmigung des Haushalts, der Jahresrechnung, des Jahresberichts sowie die Entlastung des Verwaltungsrats und des Intendanten.

### Verwaltungsrat
Der Verwaltungsrat besteht aus neun Mitgliedern und hat unter anderem die Aufgabe, den vom Intendanten aufgestellten Haushaltsvoranschlag, die Jahresrechnung und den Jahresbericht zu prüfen und dem Rundfunkrat mit seiner Stellungnahme vorzulegen. Ferner überwacht der Verwaltungsrat die Geschäftsführung des Hessischen Rundfunks.

### Intendant und Geschäftsleitung
Der Intendant leitet und verwaltet den Hessischen Rundfunk. Er gestaltet das Programm in Übereinstimmung mit dem Gesetz über den Hessischen Rundfunk. Im August 2020 wurden die Hörfunk- und Fernsehdirektionen zur Programmdirektion zusammengelegt. Dem Intendanten sind drei Direktionen unterstellt:
- die Programmdirektion (seit Dezember 2024: Julia Krittian)
- die juristische Direktion (seit Februar 2017: Nina Hütt)
- die Betriebsdirektion (seit Januar 2021: Stephanie Weber)

Intendant des Hessischen Rundfunks ist seit dem 1. März 2022 Florian Hager. Sein Vorgänger Manfred Krupp, vormaliger hr-Fernsehdirektor, war am 5. Februar 2016 vom Rundfunkrat zum Nachfolger von Helmut Reitze gewählt worden, mit 21 von 30 Stimmen. Seine Amtszeit wurde auf sechs Jahre festgelegt. Zu seinem Stellvertreter ernannte er den Betriebsdirektor Berthold Tritschler, zu seiner Nachfolgerin als Fernsehdirektorin Gabriele Holzner.
Bei der Wahl zum Nachfolger von Manfred Krupp als Intendant gab es in einer Sitzung des wählenden Rundfunkrates im Oktober 2021 bei drei Wahlgängen zunächst durchgehend ein Patt zwischen den Kandidaten Florian Hager (früher arte und funk und zuletzt als stellvertretender ARD-Programmdirektor für die ARD Mediathekverantwortlich) und Stephanie Weber (früher SR, aktuell hr-Betriebsdirektorin). Im Anschluss wurde die Findungskommission fortgesetzt. Im Dezember 2021 konnte sich schließlich Hager durchsetzen, der für einen Modernisierungs- und Digitalisierungskurs steht.
Intendanten des Hessischen Rundfunks:
- 1946–1962: Eberhard Beckmann (vor 1948: Radio Frankfurt)
- 1962–1981: Werner Hess
- 1981–1986: Wolfgang Lehr
- 1986–1993: Hartwig Kelm
- 1993–2003: Klaus Berg
- 2003–2016: Helmut Reitze
- 2016–2022: Manfred Krupp
- seit 1. März 2022: Florian Hager

## Mitarbeiter
Im Jahr 2021 waren laut Jahresbericht 2021 durchschnittlich 1700 Beschäftigte tätig, außerdem 34 Programmvolontierende. Im Verlauf des Jahres 2021 wurden 80 Auszubildende nach dem Berufsbildungsgesetz beschäftigt. Die Anzahl der Versorgungsempfänger belief sich zum 31. Dezember 2019 auf 1371 Pensionäre sowie 438 Hinterbliebene.
Freie Mitarbeiter ergänzen die Beschäftigten mit Planstellen, stellen einen Großteil des journalistischen Personals und sind auch unter Kamera- und Tonleuten stark vertreten. Die Zahl der „Festen Freien“, also der ständig beschäftigten freien Mitarbeiter, beläuft sich laut Hessischem Rundfunk auf 968 Personen (Stand: 2021).

## Kritik und Kontroversen

### Emig-Affäre
Dem Hessischen Rundfunk wurde der Vorwurf gemacht, die Affäre um den ehemaligen Sportchef Jürgen Emig lange Zeit unter den Teppich gekehrt zu haben. Emig war vorgeworfen worden, Produktionen über die Firma seiner Ehefrau Atlanta Killinger abzuwickeln und daran zu verdienen. In die Diskussion geriet zudem die Praxis, über Randsportarten nur gegen Beistellungen zu berichten – sprich: finanzielle Beiträge der beteiligten Vereine zu den Produktionskosten. Als Emig 2004 verhaftet wurde, änderte der Sender die Informationsstrategie und berichtete im Rahmen seiner Hörfunk- und Fernsehnachrichten offensiv über den Fortgang der Affäre.
Er weigerte sich aber, den Kollegen vom Norddeutschen Rundfunk Bildmaterial für das Medienmagazin Zapp zur Bebilderung der Emig-Affäre zur Verfügung zu stellen.

### „Rette dein Radio“
Als der Hessische Rundfunk im Sommer 2004 seine Hörfunkprogramme reformierte, bedeutet das für Hörer und Mitarbeiter einen Bruch mit alten Hörgewohnheiten (vor allem bei der Welle hr1). Diese hatte bis 2004 noch mit dem Claim „hr1 – das Informationsradio“ geworben und wies Elemente eines Einschaltprogramms auf. Unter anderem im Hinblick auf sinkende Quoten sollte hr1 unter Beibehaltung des journalistischen Anspruchs in ein Tagesbegleitprogramm umgebaut werden.
Dieser Formatwechsel stieß bei Teilen der Hörer auf vehemente Kritik, die sich vor allem an der traditionsreichen Sendung Der Tag festmachte. Überlegungen, diese Sendung mit Musik aufzubrechen, führten zu Vorwürfen, der Hessische Rundfunk wolle die Sendung beschneiden oder gar einstellen, nicht zuletzt aus politischen Gründen. Am vehementesten wurde dies von den Mitgliedern der Initiative „Rette dein Radio“ aus Darmstadt formuliert. Unter der anhaltenden Kritik wurde „Der Tag“ unverändert in die Kulturwelle hr2 verschoben, wo die Sendung wieder weite Verbreitung findet.

### Presseberichte über mögliche Landesrundfunkanstalt Hessen-Thüringen
Im Oktober 2015 wurden Überlegungen der Landesregierung von Thüringen bekannt, einen Austritt Thüringens aus dem Mitteldeutschen Rundfunk zu erwägen. Ins Gespräch gebracht wurde eine gemeinsame Rundfunkanstalt Thüringens mit Hessen.

## Zentrale ARD-Einrichtungen mit Sitz beim Hessischen Rundfunk

### ARD-Sternpunkt

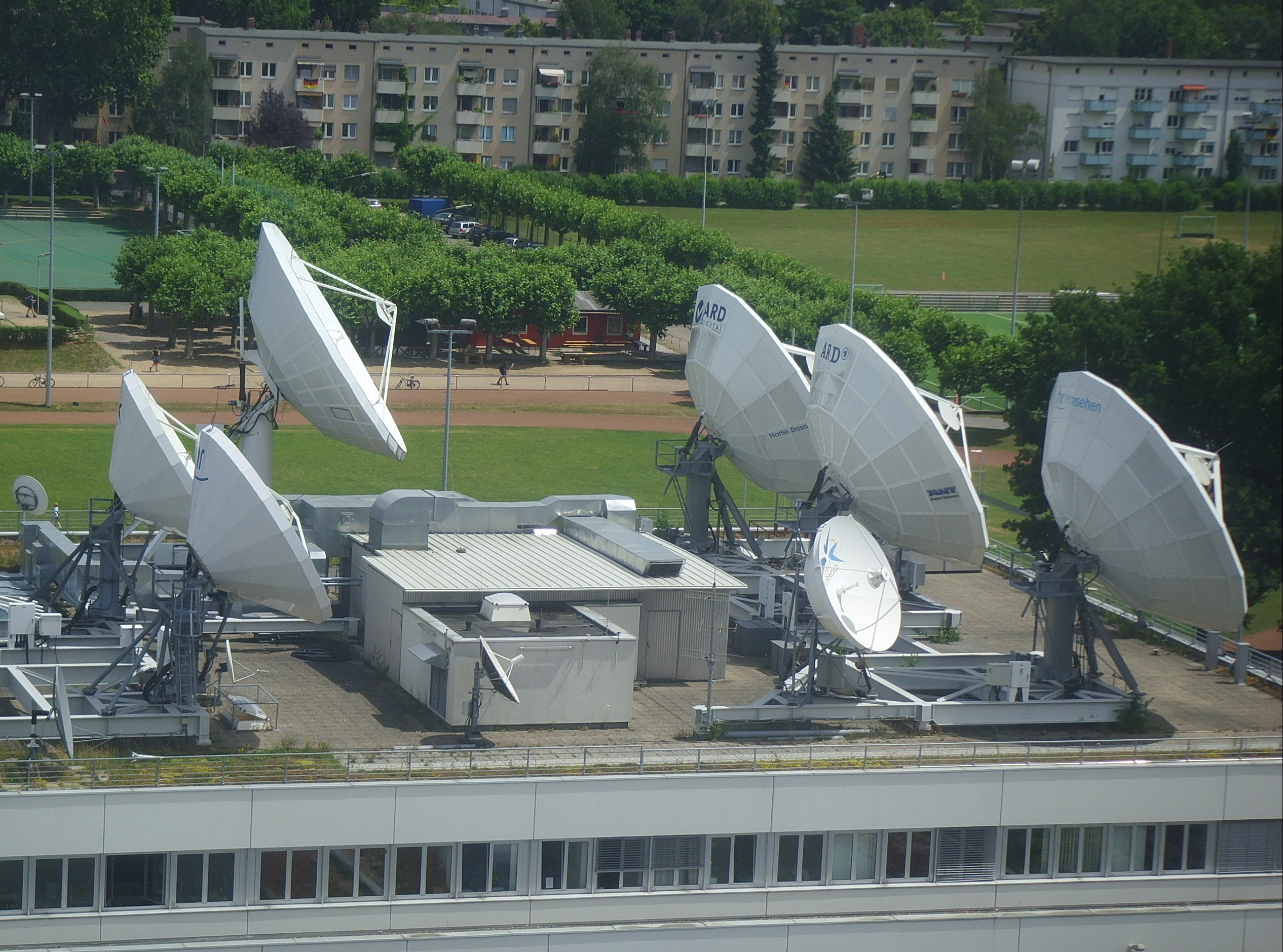
Satellitenantennen von ARD und HR an der Bertramstraße

Auf dem Gelände des Hessischen Rundfunks in Frankfurt befindet sich der ARD-Sternpunkt, der für eine Zusammenschaltung der Hörfunk- und Fernsehsender der ARD verantwortlich ist. An diesem Sternpunkt laufen die analogen Dauerleitungen zusammen, über die seit den 1970er Jahren alle ARD-Funkhäuser miteinander verbunden sind (→ Stern-Topologie).
Seit Ende des 20. Jahrhunderts erfolgt die Vernetzung der ARD-Sender im Hörfunk über den Austausch von Audiodateien und Videodateien (File-Transfer). Auch dabei spielt der Sternpunkt eine zentrale Rolle. Die Analogleitungen kommen weiterhin vor allem bei Live-Sendungen zum Einsatz, etwa bei der samstäglichen Bundesligakonferenz.

### ARD-Wetterkompetenzzentrum
Seit dem 1. Januar 2020 befindet sich im Hessischen Rundfunk das ARD-Wetterkompetenzzentrum. Hier wird die gesamte Fernsehwetterberichterstattung für Das Erste, Tagesschau 24, den WDR sowie den hr hergestellt. Dazu kommen noch weitere Fernsehwetterberichte für NDR, SWR, SR, RB und RBB.

### Aussprachedatenbank
Der Hessische Rundfunk ist Gründungsort und Sitz der ARD-Aussprachedatenbank (kurz ADB), einer Gemeinschaftseinrichtung, die für die teilnehmenden Rundfunkanstalten korrekte Aussprachen (vor allem Orts- und Personennamen) recherchiert und im internen Netz zur Verfügung stellt. Die ADB bietet die Aussprachen in phonetischer Umschrift nach IPA, in vereinfachter Lautumschrift und als gesprochene Sprache (MP3-Audiodatei) an. In der Onlineversion des Dudens werden Inhalte der ADB verwendet und können als Hörbeispiele abgerufen werden.

### Degeto und ARD-Filmredaktion
Die Degeto Film GmbH ist eine ARD-Tochterfirma, die Fernsehfilme einkauft und auch selbst produziert. Gesellschafter sind neben dem Ersten Deutschen Fernsehen der KiKA und 3sat. Die Degeto ist nicht auf dem hr-Hauptgelände angesiedelt, sondern in den nebenan liegenden Räumlichkeiten des Bertramshofs.
Die ARD-Filmredaktion wurde 1966 gegründet und ist seit 1994 Teil der Degeto. Die Filmredaktion wählt und kauft Spielfilme und Serien für das Erste ein, entwickelt Konzepte für Sendeplätze, stellt Schwerpunkte und Reihen zusammen und betreut Auftrags- und Koproduktionen.

### ARD-Werbung
Über die ARD-Werbung Sales and Services vermarkten die ARD-Landesrundfunkanstalten gemeinsam deutschlandweite Werbung in Fernsehen und Radio. Die ARD-Werbung gibt das Medienmagazin Media Perspektiven heraus.

## Sonstiges
Am 24. Oktober 1924 wurde in Frankfurt am Main das erste Hörspiel im deutschen Radio ausgestrahlt: Zauberei auf dem Sender von Hans Flesch. Seit 2013 bringt der Hessische Rundfunk in Zusammenarbeit mit dem RadioLiveTheater Hörspiel-Klassiker auf die Bühne.
Am 3. März 1957 war der Hessische Rundfunk in Frankfurt am Main Gastgeber des Grand Prix Eurovision de la Chanson (seit 1992: Eurovision Song Contest).
Seit 1984 ist der Hessische Rundfunk auch Veranstalter des Deutschen Jazzfestivals, dessen Konzerte bereits seit 1953 vom hr übertragen wurden.
Am 3. September 2017 musste das Funkhaus in Frankfurt am Main aufgrund der Entschärfung einer 1,8 Tonnen schweren Weltkriegsbombe komplett evakuiert werden. Dies führte dazu, dass die Hörfunkwellen hr1, hr3 und hr4 den ganzen Tag über aus dem hr4-Studio in Kassel ein Gemeinschaftsprogramm ausstrahlten. Das Inforadio hr-info sendete ebenfalls aus dem Sendestudio Kassel. Hr2 und youfm sendeten ein vorproduziertes Programm ohne Nachrichten. Das hr-fernsehen übertrug ab 6 Uhr ein Live-Sonderprogramm aus einem Übertragungswagen außerhalb der Sperrzone mit der Hauptmoderationsstelle bei der Feuerwehr Frankfurt. Dies führte beim Hessischen Rundfunk zur höchsten Tagesquote seit Februar 1995.